# 神戸大学
神戸大学（こうべだいがく、英語: Kobe University）は、兵庫県神戸市灘区六甲台町1番1号に本部を置く日本の国立大学である。1902年創立、1949年大学設置。略称は神大（しんだい）あるいは神戸大（こうべだい）。
戦前の旧制時代からの歴史を持つ旧官立大学の一校であり、一橋大学、大阪公立大学と共に旧三商大の一つである。

## 概観

### 大学全体

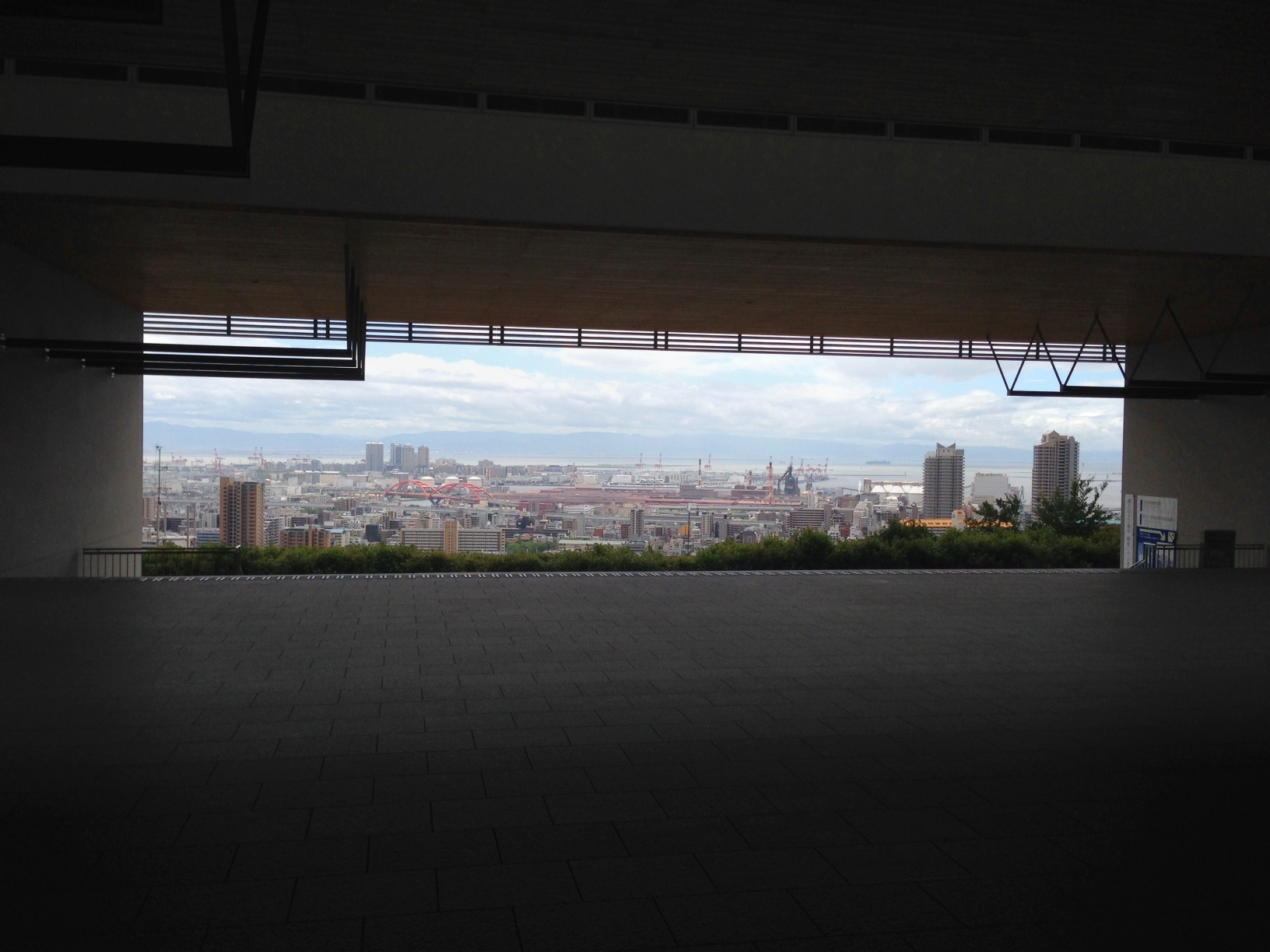
百年記念館（神大会館）からの眺望

神戸大学は1902年（明治35年）に日本で2番目に設立された官立高等商業学校である神戸高等商業学校に開学の起首を持つ。現在は10学部・15研究科を設置する総合大学となっている。前身の神戸高商は、日清戦争後の急速な日本の経済の成長を背景に、実業界における人材需要が高まる中、東京高等商業学校（現一橋大学）に続く形で設置された。初代校長である水島銕也は東京高商との差別化を図るため、学理からより実践的な実学教育を重視した。1949年の学制改革による新制大学としての改組時に、日本で最初の経営学部を設置している。また、唯一の海事科学部を設置している大学である。旧官立9大学の一校である。
学部学生数11,460人、大学院学生数4,539人、計15,999人、教員（専任）数1,575人。いずれも2024年5月1日時点。

### 建学の精神（理念・学是）
「学理と実際の調和」を理念としている。神戸高等商業学校設立以来、「真摯」「自由」「協同」の精神で、社会に貢献するような指導的人材を育成する世界的研究・教育機関たることを目指している。

### ビジョン
「先端研究・文理融合研究で輝く卓越研究大学へ」

### 教育および研究
イギリスの大学評価機関「クアクアレリ・シモンズ社」によるQS世界大学ランキング2020（2019年）では、第395位、アジア第59位である。
2007年（平成19年）に、理学・工学・システム情報学・農学・海事科学の5研究科に加え、自然科学系の5つの研究センターが参加する学際組織、「自然科学系先端融合研究環」を設置。2016年（平成28年）に「先端融合研究環」へと改組。2011年（平成23年）には神戸ポートアイランドに先端的・融合研究を集積する目的で「統合研究拠点」を設置している。このように、文理・分野融合を意識した横断的な研究開発、人材育成に力を入れている。
EUインスティテュート関西のコンソーシアムメンバーとして参加しており、通常の留学支援だけでなく、専門教育と留学の双方を中心に据えた独自性の高い少数精鋭教育プログラム「EUエキスパート人材養成プログラム (KUPES)」「5年一貫経済学国際教育プログラム (IFEEK)」「KIBER Program」等を実施している。

## 沿革

### 略歴

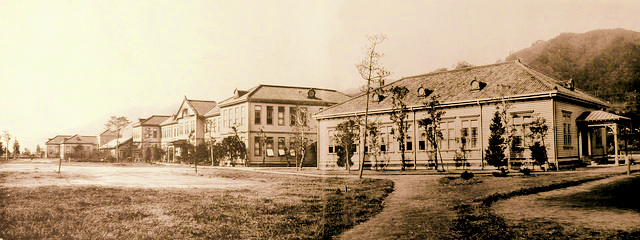
神戸高等商業学校（1910年ごろ）

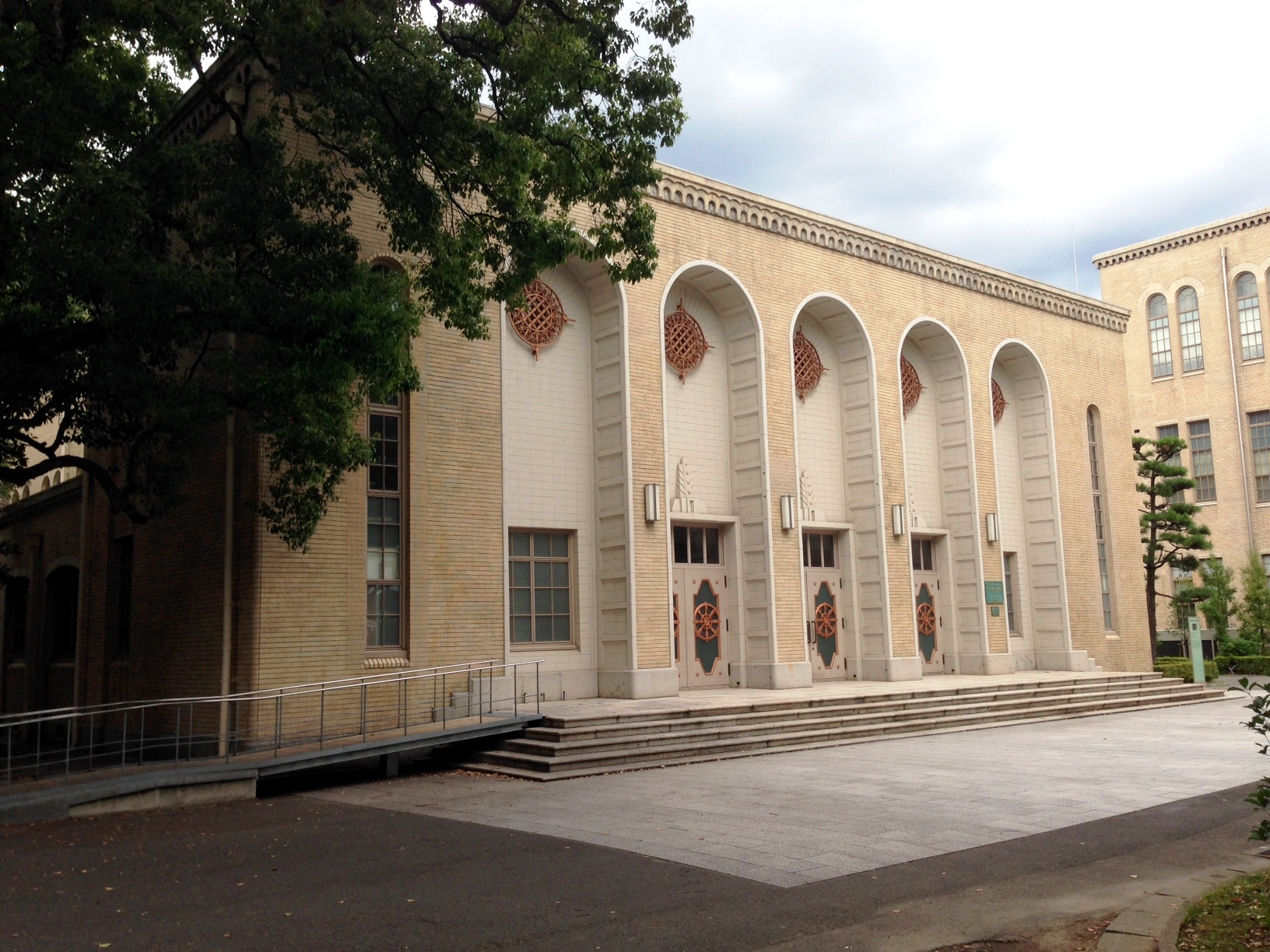
出光佐三記念六甲台講堂（国登録有形文化財）

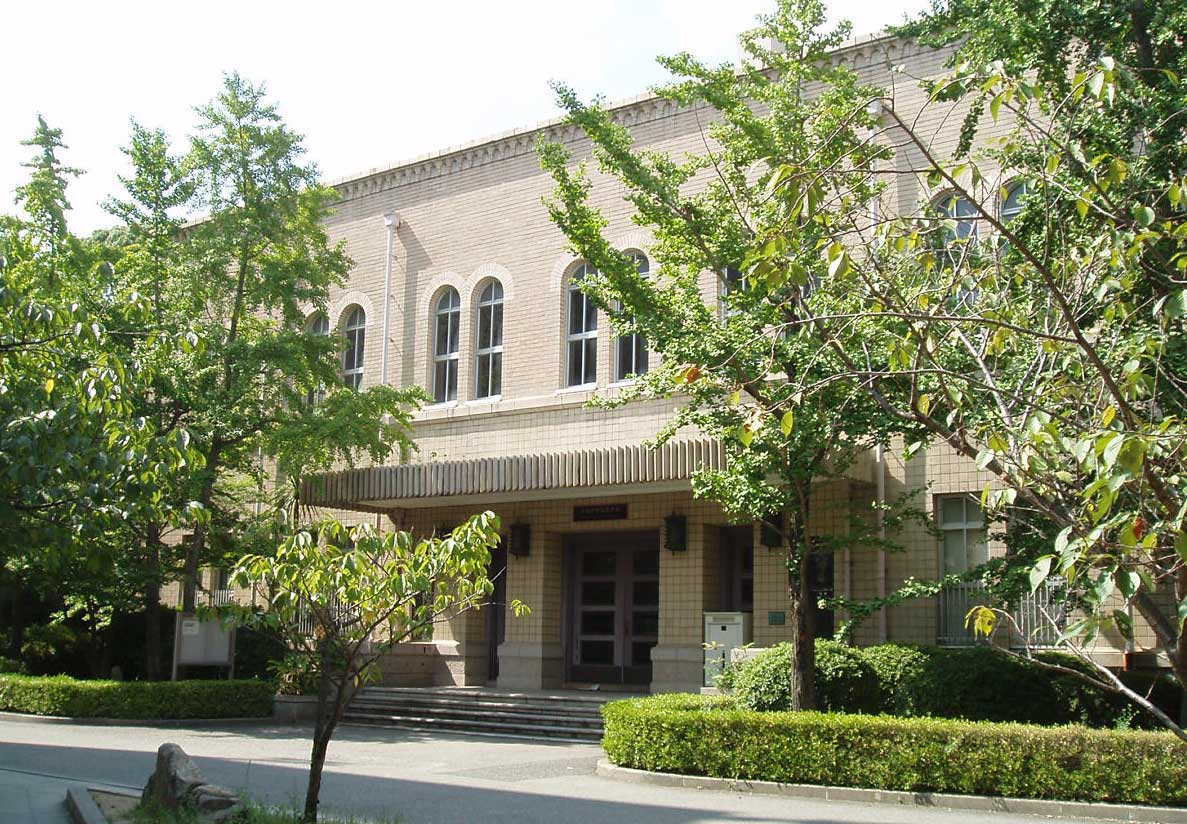
社会科学系図書館（国登録有形文化財）

- もともと東京高商に次ぐ第二の高商の設置場所は文部省の意向で神戸市に内定していたが、大阪市が大阪への高商設置を求め攻勢に出たことで激しい誘致合戦が発生した経緯がある。しかし、1900年11月の帝国議会において、71票対70票の一票差で神戸への設置が採択された。
- 神戸高等商業学校の設置が1902年（明治35年）3月[8]。
- 神戸高等商業学校は1929年、旧制神戸商業大学に昇格。1940年には大学予科を設置。1944年には政府の方針として神戸経済大学へ名称変更された。
- 第二次世界大戦後の学制改革に伴い、1949年、近隣の姫路高等学校・神戸工業専門学校・兵庫師範学校・兵庫青年師範学校を併合し、新制「神戸大学」となった[注釈 4]。その際、日本初となる経営学部を設置し、1953年には同じく日本初となる大学院経営学研究科（修士課程および博士課程）を設置した。1964年に神戸医科大学を包括して新たに医学部を設置、1966年には兵庫農科大学を併合して農学部を設置する。2003年には、旧：神戸高等商船学校を起源とする神戸商船大学と合併し、海事科学部とし深江キャンパスを同大学から引き継いだ。
  - 神戸大学の公式見解としては神戸高等商業学校およびその後身の神戸商業大学を母体としており、1902年の神戸高等商業学校の創立を、神戸大学の開学の起点としている。
  - 2000年、神戸大学百年記念館が竣工し、旧制神戸高等商業学校設置から100年後に当たる2002年5月に、神戸大学創立百周年記念式典も挙行した。
  - 一方で、公式サイトではそれぞれの学部ごとの個別の沿革も紹介しており、個別のそれぞれの歴史も尊重している。
- 神戸商業大学は、大学群のカテゴライズにおいて旧三商大に属しており、現在の大学院経済学研究科・大学院経営学研究科・大学院法学研究科・大学院国際協力研究科・経済経営研究所のルーツに当たる。

本稿では主として新制神戸大学設立後の沿革をまとめている（前身の旧制諸学校の沿革については、各校の記事を参照のこと）。

### 年表

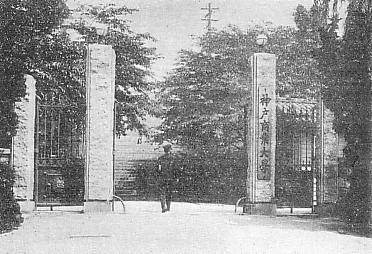
旧制神戸商業大学（1930年頃）

- 1949年 国立学校設置法施行に伴い、神戸地区に所在していた神戸経済大学・神戸経済大学予科・神戸工業専門学校・姫路高等学校・兵庫師範学校・兵庫青年師範学校を包括して神戸大学を設立。文理学部、教育学部、法学部、経済学部、経営学部、工学部を設置。
- 1953年 大学院法学研究科・経済学研究科・経営学研究科（修士課程・博士課程）を設置。
- 1954年 文理学部を文学部と理学部に分離。
- 1955年 工学専攻科を設置。
- 1957年 理学専攻科を設置。
- 1958年 文学専攻科を設置。
- 1963年 教養部設置。
- 1964年 兵庫県立神戸医科大学（旧制兵庫県立医科大学）が神戸大学へ移管され、同大学を母体に医学部を設置。工学専攻科を改組して大学院工学研究科（修士課程）を設置。
- 1965年 理学専攻科を改組して大学院理学研究科（修士課程）を設置。教育専攻科を設置。
- 1966年 兵庫県立兵庫農科大学が神戸大学へ移管され、同大学を母体に農学部を設置。
- 1967年 大学院医学研究科（博士課程）を設置。
- 1968年 文学専攻科を改組して大学院文学研究科（修士課程）を設置。
- 1972年 大学院農学研究科（修士課程）を設置。
- 1980年 大学院文化学研究科（博士課程）を設置。
- 1981年 大学院自然科学研究科（博士後期課程）を設置。教育専攻科を改組して大学院教育学研究科（修士課程）を設置。
- 1992年 教養部と教育学部を統合改組して国際文化学部と発達科学部を設置。大学院国際協力研究科（修士課程）を設置。これまでの小学校・中学校の教員養成機能は、この10年前に学生受け入れを開始した新設の兵庫教育大学が担うことになった。
- 1994年 大学院農学研究科・工学研究科・理学研究科を統合改組して大学院自然科学研究科（博士前期課程）を設置。医療技術短期大学部を改組して医学部保健学科を設置。
- 1995年 大学院国際協力研究科（博士課程）を設置。阪神・淡路大震災により、44人（学生・留学生39人、教職員3人・生協職員2人）の神戸大学関係者が死亡する。大学の校舎は一つも倒壊しなかったが、研究用の機械・機器類の破損や建物や路面のひび割れなどで約770億円の被害が出る。
- 1997年 大学院総合人間科学研究科（修士課程）を設置。
- 1999年 大学院総合人間科学研究科（博士課程）を設置。経営学部を大学院重点化。
- 2000年 経済学部・法学部を大学院重点化。百年記念館が竣工。
- 2001年 医学部を大学院重点化。
- 2002年 創立百周年記念式典を挙行。
- 2003年 神戸商船大学と合併し、同大学を母体に海事科学部を設置。
- 2004年 国立大学法人法の規定により国立大学法人へ移行。法科大学院（大学院法学研究科実務法律専攻）を設置、法学部夜間主コース募集停止。
- 2006年 経営学部夜間主コース募集停止。
- 2007年 大学院自然科学研究科を改組して大学院理学研究科・工学研究科・農学研究科・海事科学研究科を設置。自然科学系先端融合研究環を設置。大学院文化学研究科・文学研究科を統合改組して大学院人文学研究科を設置。大学院総合人間科学研究科を改組して大学院国際文化学研究科・人間発達環境学研究科を設置。大学院重点化が完了。
- 2008年 大学院医学系研究科を改組して大学院医学研究科・保健学研究科を設置。経済学部夜間主コース募集停止。
- 2010年 大学院工学研究科から情報知能学専攻が独立。「システム科学」「情報科学」「計算科学」の3専攻構成の大学院システム情報学研究科を設置。
- 2016年 大学院科学技術イノベーション研究科を設置。自然科学系先端融合研究環を先端融合研究環に改組。
- 2017年 発達科学部と国際文化学部を再編統合した国際人間科学部を設置[9]。
- 2018年 医学部推薦入試の地域特別枠で、募集要項に明記せずに過疎地域出身者に有利な配点をしていたと発表した[10][11][12]。100点満点の書類審査において、出身地域ごとに最大25点を段階的に配点していた[10][11][13][14]。出身高校の所在地や保護者の居住地が医師が少ない地域だった場合は最大25点が得られ、都市部出身者は0点になる仕組みだった[13][15]。（詳細は2018年に発覚した医学部不正入試問題の項目を参照のこと）。
- 2021年 海事科学部を改組し、海洋政策科学部を設置[16][1]。
- 2023年 医学研究科に医療創成工学専攻を開設
- 2025年 文部科学省「令和5年度 大学・高専機能強化支援事業（高度情報専門人材の確保に向けた機能強化に係る支援）」ハイレベル枠に選定されたことに伴い、工学部情報知能工学科をシステム情報学部に改組し、大幅に入学定員増を図るとともに、大学院システム情報学研究科の入学定員も大幅拡充し、学部と大学院を一体的に運用する予定。医学研究科 医療創成工学専攻との一貫教育によって、新たな医療機器開発人材を育成するため、医学部に医療創成工学科を新設する予定[17]。

## 歴代学長
神戸高等商業学校

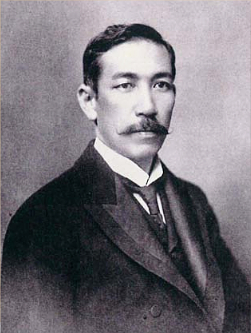
水島銕也

- 初代：水島銕也（1903年1月 - 1925年7月）
- 第2代：田崎慎治（1925年7月 - 1929年3月）

神戸商業大学
- 初代：田崎慎治（1929年4月 - 1942年1月）
- 第2代：丸谷喜市（1942年1月 - 1944年9月）

神戸経済大学
- 初代：丸谷喜市（1944年10月 - 1946年3月）
- 第2代：花戸龍蔵（1946年3月 - 1948年5月）
- 第3代：田中保太郎（1948年5月 - 1949年5月）

神戸大学
- 初代：田中保太郎（1949年5月 - 1953年12月） 出身部局：法学部
- 第2代：古林喜楽（1953年12月 - 1959年12月） 出身部局：経営学部
- 第3代：福田敬太郎（1959年12月 - 1963年12月） 出身部局：経営学部
- 第4代：柚木馨（1963年12月 - 1965年11月） 出身部局：法学部
- 学長事務取扱：國歳胤臣（1965年11月 - 1966年2月） 出身部局：法学部
- 第5代：八木弘（1966年2月 - 1969年1月） 出身部局：法学部
- 学長事務取扱：戸田義郎（1969年1月 - 1971年2月） 出身部局：経営学部
- 第6代：戸田義郎（1971年2月 - 1975年2月） 出身部局：経営学部
- 第7代：須田勇（1975年2月 - 1981年2月） 出身部局：医学部
- 第8代：堯天義久（1981年2月 - 1985年2月） 出身部局：工学部
- 第9代：新野幸次郎（1985年2月 - 1991年2月） 出身部局：経済学部
- 第10代：鈴木正裕（1991年2月 - 1995年2月） 出身部局：法学部
- 第11代：西塚泰美（1995年2月 - 2001年2月） 出身部局：医学部
- 第12代：野上智行（2001年2月 - 2009年4月） 出身部局：発達科学部
- 第13代：福田秀樹（2009年4月 - 2015年3月） 出身部局：自然科学系先端融合研究環
- 第14代：武田廣（2015年4月 - 2021年3月） 出身部局：大学院理学研究科
- 第15代：藤澤正人（2021年4月 - ） 出身部局：大学院医学研究科

（この節の出典）

## 基礎データ

### 所在地
- 六甲台地区（神戸市灘区）
- 楠地区（神戸市中央区）
- 名谷地区（神戸市須磨区）
- 深江地区（神戸市東灘区）

### 象徴

#### ロゴマーク
神戸大学のロゴマークは2002年（平成14年）の創立百周年を機に制定されたもので、「Kobe University」の頭文字「K」を2羽の鳥に象徴化し、それぞれが大きな軌跡（個性）を描きながら山や海を渡り、大空（世界）へと自由に羽ばたき、時にはお互いに助け合いながら進みゆく様子を表現している。
配色は、鳥を大学のシンボルカラーのブリックカラー (RGB：R196 / G0 / B0) とし、緑は山、青は海をイメージしている。

#### ロゴタイプ
ゴシック系フォントを用い、未来にまっすぐ進む堅実なイメージを表現。世界に発信する神戸大学を、広がりのあるデザインでアピールしている。

#### 学歌
- 神戸大学学歌

1992年（平成4年）、神戸大学創立90周年を機に制作された。作詞は詩人の安水稔和（1954年文学部卒）、作曲は中村茂隆（名誉教授）。
- 商神

前身の旧制神戸高等商業学校時代の1906年（明治39年）に学友会歌として作られ、戦後も神戸大学愛唱曲・準校歌として長く歌い継がれた。歌詞は8番まである。「商神」とはギリシア神話のヘルメス（ローマ神話のマーキュリー）を指す。作詞は詩人の生忠田兵造、作曲は米田虎之助。

#### マスコットキャラクター
神戸大学のマスコットキャラクターは「神大うりぼー」であり、六甲山に出没するイノシシの子供である「うり坊」をモチーフとしている。

## 教育および研究

### 組織

#### 学部

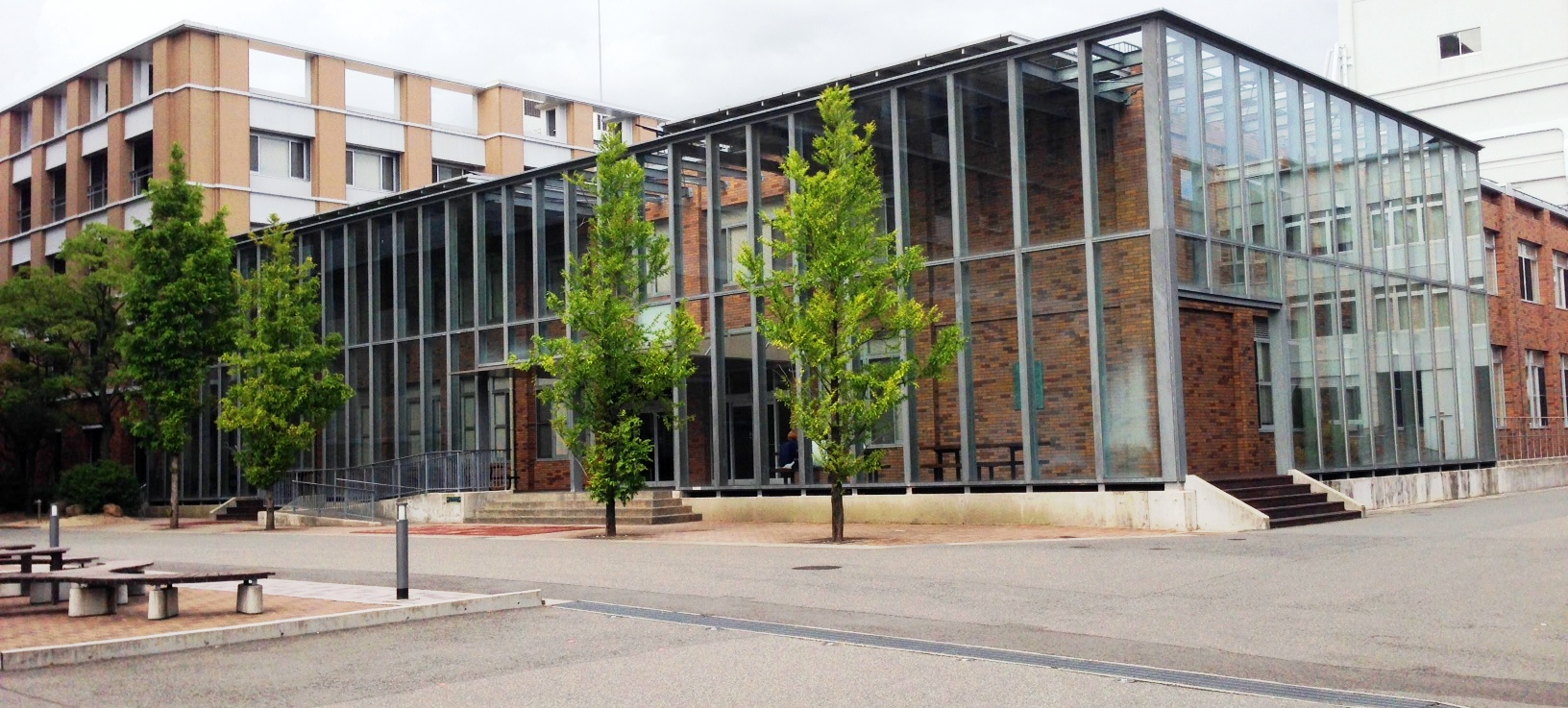
神戸大学大学院工学研究科本館

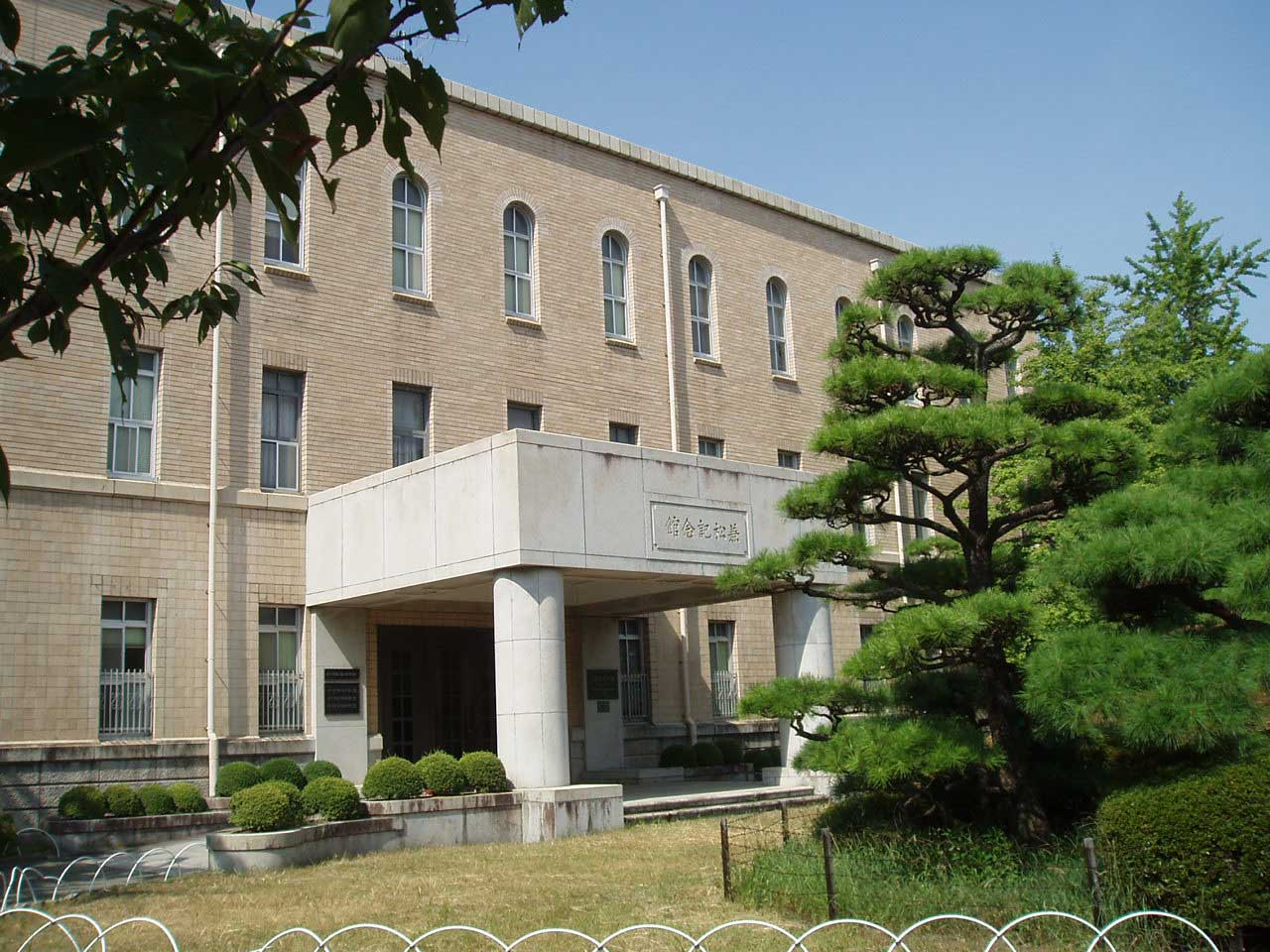
神戸大学経済経営研究所（兼松記念館・国登録有形文化財）

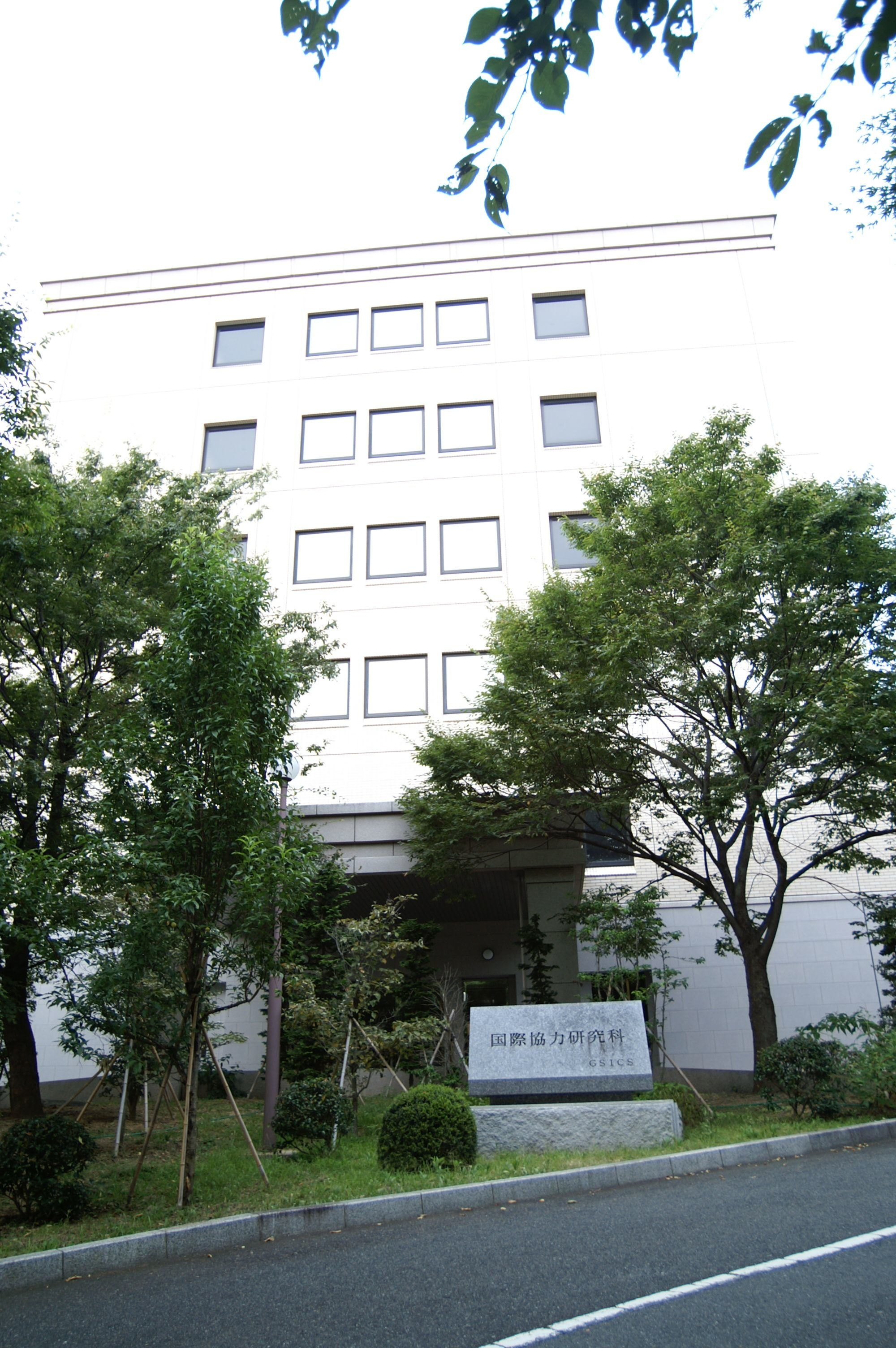
神戸大学大学院国際協力研究科

- 文学部
  - 人文学科[20]
    - 哲学講座
      - 哲学専修

    - 文学講座
      - 国文学専修
      - 中国文学専修
      - 英米文学専修
      - ドイツ文学専修
      - フランス文学専修

    - 史学講座
      - 日本史学専修
      - 東洋史学専修
      - 西洋史学専修

    - 知識システム講座
      - 心理学専修
      - 芸術学専修
      - 言語学専修

    - 社会文化講座
      - 社会学専修
      - 美術史学専修
      - 地理学専修

    - 注：2年進級時に専修選択

- 国際人間科学部
  - グローバル文化学科[21]
  - 発達コミュニティ学科[22]
  - 環境共生学科[23]
  - 子ども教育学科[24]

- 法学部
  - 法律学科[25]
履修コース[26]（3年進級時に選択）：司法コース、企業・行政コース、政治・国際コース

- 経済学部
  - 経済学科[27]
研究分野[28]：理論分析、歴史分析、計量・統計分析、産業・社会政策、金融・公共政策、比較経済政策、技術・環境分析、国際経済政策

- 経営学部
  - 経営学科[29]
    - 専攻分野[30]：経営学、会計学、市場科学

- 理学部[31]
  - 数学科[32]
    - 解析数理講座
教育研究分野：関数方程式、関数解析、複素解析
    - 構造数理講座
教育研究分野：代数学、幾何学
    - 応用数理講座
教育研究分野：確率数理、組み合わせ数理、計算数理

  - 物理学科[33]
    - 理論物理学講座
教育研究分野：素粒子宇宙理論、物性理論
    - 粒子物理学講座
教育研究分野：粒子物理学
    - 物性物理学講座
教育研究分野：低温物性物理学、極限物性物理学、電子物性物理学

  - 化学科[34]
    - 物理化学講座
教育研究分野：分子動力学、物性物理化学、反応物理化学
    - 無機化学講座
教育研究分野：固体化学、溶液化学、状態解析化学
    - 有機化学講座
教育研究分野：有機反応化学、生命分子化学、有機分子機能

  - 生物学科[35]
    - 生体分子機構講座
教育研究分野：分子生理、細胞機能、情報機構
    - 生命情報伝達講座
教育研究分野：形質発現、遺伝情報、遺伝子機能
    - 生物多様性講座
教育研究分野：生態・種分化、進化・系統

  - 惑星学科[36]
    - 基礎惑星学講座
教育研究分野：地質学、岩石学・鉱物学、固体地球物理学、流体地球物理学、惑星宇宙物理学
    - 新領域惑星学講座
教育研究分野：実験惑星科学、観測海洋底科学、計算惑星学

- 医学部
  - 医学科[37]
  - 保健学科[38]
    - 看護学専攻
講座：基礎看護学、臨床看護学、母性看護学、地域看護学
    - 検査技術科学専攻
講座：基礎検査技術科学、病態解析学
    - 理学療法学専攻
講座：基礎理学療法学、運動・代謝障害理学療法学
    - 作業療法学専攻
講座：基礎作業療法学、身体・精神障害作業療法学
    - 医療基礎学講座 - 各専攻の学生に統合的な基礎教育を行う

  - 医療創成工学科  （2025年度開設予定）
    - 医療機器システム学分野
    - 体内医療機器学分野
    - 精密診断医療機器学分野

- 工学部
  - 建築学科[39]
    - 空間デザイン講座
教育研究分野：建築・都市デザイン、住宅・コミュニテイデザイン、構造デザイン 建築構造設計、建築マネージメント
    - 建築計画・建築史講座
教育研究分野：建築史・歴史環境論、地域・住宅計画、建築・都市安全計画
    - 構造工学講座
教育研究分野：構造性能工学、構造制御工学、構造システム工学
    - 環境工学講座
教育研究分野：音・光環境計画、熱・空気環境計画、都市環境・設備計画
    - 地域減災計画講座[40]
    - 持続的住環境創成講座（積水ハウス）[41]

  - 市民工学科[42]
    - 人間安全工学講座
教育研究分野：構造安全工学、地盤安全工学 地盤材料、交通システム工学、地盤防災工学、地震減災工学、流域防災工学
    - 環境共生工学講座
教育研究分野：環境流体工学、水圏環境工学、地圏環境工学、広域環境工学、都市保全工学、都市経営工学

  - 電気電子工学科[43]
    - 電子物理講座
教育研究分野：メゾスコピック材料学、フォトニック材料学、量子機能工学、ナノ構造エレクトロニクス、電磁エネルギー物理学
    - 電子情報講座
教育研究分野：集積回路情報、計算機工学、情報通信、アルゴリズム、知的学習論
    - 機能性薄膜学講座[44]

  - 機械工学科[45]
    - 熱流体講座
教育研究分野：先端流体工学、混相流体工学、エネルギー変換工学
    - 材料物理講座
教育研究分野：構造安全評価学、破壊制御学、構造機能材料学
    - システム設計講座
教育研究分野：機能ロボット学、センシングデバイス工学、生産工学
    - 先端機能創成学講座
教育研究分野：ナノ機械システム工学、材料設計工学
    - 知的製造システム講座[46]
    - 機能適応モデル講座[47]
    - 開智型ものづくり講座[48]

  - 応用化学科[49]
    - 物質化学講座
教育研究分野：物質創成化学、物質制御化学、物質機能化学
    - 化学工学講座
教育研究分野：反応・分離工学、プロセス工学、生物化学工学
    - 局所場反応・物性解析学[50]
    - ケミカル・バイオセンシング[51]
    - 化学エネルギー変換プロセス学[52]
    - 生物機能工学[53]
    - 製剤設計生産工学[54]
    - サスティナブルケミストリー講座（日本触媒）[41]

  - 情報知能工学科[55]　（2025年度に改組し、システム情報学部システム情報学科の予定）
    - システム情報学研究科の教員が、学部専門教育と研究指導を行う

- システム情報学部 （2025年度開設予定）
  - システム情報学科

- 農学部[56]
  - 食料環境システム学科[57]
    - 生産環境工学コース
教育研究分野：水環境学、土地環境学、施設環境学、地域共生計画学、農産食品プロセス工学、生体計測工学、生物生産機械工学、生物生産情報工学
    - 食料環境経済学コース
教育研究分野：食料経済学、食料生産管理学、食料情報学

  - 資源生命科学科[58]
    - 応用動物学コース
教育研究分野：動物遺伝育種学、動物多様性利用科学、生殖生物学、発生工学、栄養代謝学、分子形態学、組織生理学、感染症制御学、動物遺伝資源開発学、細胞情報学
    - 応用植物学コース
教育研究分野：資源植物生産学、植物育種学、森林資源学、園芸植物繁殖学、園芸生産開発学、園芸生理生化学、熱帯有用植物学、植物遺伝資源開発学

  - 生命機能科学科[59]
    - 応用生命科学コース
教育研究分野：生物化学、食品・栄養化学、天然有機分子化学、有機機能分子化学、環境分子物理化学、植物機能化学、動物資源利用化学、微生物機能化学、微生物資源化学、生物機能開発化学
    - 環境生物学コース
教育研究分野：土壌学、植物栄養学、植物遺伝学、栽培植物進化学、細胞機能構造学、環境物質科学、細胞機能制御学、植物病理学、昆虫分子機能科学、昆虫多様性生態学

- 海洋政策科学部及び海事科学部[1]
  - 海洋基礎科学領域
  - 海洋応用科学領域
  - 海洋ガバナンス領域
  - 海技ライセンスコース

#### 研究科
以下、特記していない専攻は博士前期課程・博士後期課程である。
- 人文学研究科[60]
  - 文化構造専攻[61]
    - 哲学コース
教育研究分野：哲学、倫理学
    - 文学コース
教育研究分野：国文学（国語学を含む）、英米文学、中国・韓国文学、ヨーロッパ文学

  - 社会動態専攻[62]
    - 史学コース
教育研究分野：日本史学、西洋史学、東洋史学
    - 知識システム論コース
教育研究分野：心理学、芸術学、言語学（英語学を含む）
    - 社会文化論コース
教育研究分野：社会学、地理学、美術史学、文化資源論（連携講座：後期課程のみ）

- 国際文化学研究科[63]
  - 文化相関専攻[64]
    - 地域文化系
      - 日本学コース
      - アジア・太平洋文化論コース
      - ヨーロッパ・アメリカ文化論コース

    - 異文化コミュニケーション系
      - 文化人類学コース
      - 比較文明・比較文化論コース
      - 国際関係・比較政治論コース

  - グローバル文化専攻[65]
    - 現代文化システム系
      - モダニティ論コース
      - 先端社会論コース
      - 芸術文化論コース

    - 言語情報コミュニケーション系
      - 言語コミュニケーションコース
      - 感性コミュニケーションコース
      - 情報コミュニケーションコース

    - 外国語教育系
      - 外国語教育システム論コース
      - 外国語教育コンテンツ論コース

    - 連携講座
      - 先端コミュニケーション論コース（後期課程のみ）

- 人間発達環境学研究科
  - 人間発達専攻（2013年4月、心身発達専攻、教育・学習専攻、人間行動専攻、人間表現専攻を改組）
講座[66]：こころ系、表現系、からだ系、学び系
  - 人間環境学専攻
    - 環境基礎論講座[67]
      - 自然環境論コース
      - 数理情報環境論コース

    - 環境形成論講座[67]
      - 生活環境論コース
      - 社会環境論コース

    - 環境先端科学講座（国立環境研究所、産業技術総合研究所との連携講座。後期のみ）

- 法学研究科
  - 理論法学専攻[68]
    - 履修コース
      - 研究者コース
      - 社会人コース（前期課程のみ）
      - 専修コース（前期課程のみ）
      - 法曹リカレントコース（弁護士など職業法曹の有資格者が対象。科目等履修生のみ）
      - 高度専門職業人コース（後期課程のみ）

  - 政治学専攻[69]
    - 履修コース
      - 研究者コース
      - 社会人コース（前期課程のみ）
      - 専修コース（前期課程のみ）
      - 高度専門職業人コース（後期課程のみ）

  - 実務法律専攻[70]（専門職学位課程、法科大学院）

- 経済学研究科
  - 経済学専攻[71]（2008年4月に、経済システム分析専攻と総合経済政策専攻を改組）
    - 前期課程に設けられた履修コース
      - 本科コース - 研究者養成のためのコース
      - 専修コース - 高度専門職業人を育成するコースで、原則平日開講。
      - 社会人コース -  高度専門職業人を育成するコースで、原則土曜日開講

    - 前期・後期課程で、社会人特別選抜による入学者を対象とした長期履修制度がある

- 経営学研究科[72]
  - 経営学専攻（2012年4月、前期・後期課程マネジメント・システム専攻、前期・後期課程会計システム専攻、前期・後期課程市場科学専攻、後期課程現代経営学専攻を改組）
    - 前期課程に設けられた履修コース
      - 本科履修コース
      - 戦略的共創経営イニシアティブプログラム履修コース（2013年4月に開始した教育プログラムで、プログラム自体は前期・後期一貫となる）

  - 現代経営学専攻（MBA課程、経営大学院）
    - 標準履修コース
    - 短期履修コース

- 理学研究科[73]
  - 数学専攻
    - 解析数理講座
教育研究分野：関数方程式、関数解析、複素解析
    - 構造数理講座
教育研究分野：代数学、幾何学
    - 応用数理講座
教育研究分野：確率数理、組み合わせ数理、計算数理
    - 数理・経済プログラム教育コース（前期課程数学専攻の学生が履修対象）

  - 物理学専攻
    - 理論物理学講座
教育研究分野：素粒子宇宙理論、物性理論
    - 粒子物理学講座
教育研究分野：粒子物理学
    - 物性物理学講座
教育研究分野：低温物性物理学、極限物性物理学、電子物性物理学

  - 化学専攻
    - 物理化学講座
教育研究分野：分子動力学、物性物理化学、反応物理化学
    - 無機化学講座
教育研究分野：固体化学、溶液化学、状態解析化学
    - 有機化学講座
教育研究分野：有機反応化学、生命分子化学、有機分子機能
    - 理論生物化学講座（連携講座）[74]
    - 構造解析化学講座（連携講座）[75]

  - 生物学専攻
    - 生体分子機構講座
教育研究分野：分子生理、細胞機能、情報機構
    - 生命情報伝達講座
教育研究分野：形質発現、遺伝情報、遺伝子機能
    - 生物多様性講座
教育研究分野：生態・種分化、進化・系統
    - 発生生物学講座（連携講座）[76]
    - 生物制御科学講座（連携講座）[77]

  - 惑星学専攻
    - 基礎惑星学講座
教育研究分野：地質学、岩石学・鉱物学、固体地球物理学、流体地球物理学、惑星宇宙物理学
    - 新領域惑星学講座
教育研究分野：実験惑星科学、観測海洋底科学、計算惑星学
    - 惑星地球変動史講座（連携講座）[78]
    - 応用惑星学講座（連携講座）[79]

  - 自然科学系プログラム教育コース（他の自然科学系研究科と連携したコースで、前期課程に設置。各コースの履修対象は、それぞれにおいて連携する専攻の所属学生となる）
    - 計算数理コース（理学研究科・数学専攻とシステム情報学研究科・情報科学専攻の連携）
    - ゲノム機能科学コース（理学研究科・生物学専攻と農学研究科・資源生命科学専攻、同・生命機能科学専攻の連携）
    - 海洋環境科学コース（理学研究科・生物学専攻と同・地球惑星科学専攻、海事科学研究科・海事科学専攻の連携）

- 医学研究科
  - 医科学専攻（4年制博士課程）
    - 履修コース
      - 研究者育成課程（シングルメジャー、ダブルメジャー）
      - 医療人育成課程
      - 医学研究国際コース
      - 地域密着型放射線療法スペシャリスト養成コース
      - 地域密着型がん薬物療法専門医養成コース
      - 地域密着型がん緩和医療専門医養成コース
      - 地域密着型がん薬物療法専門薬剤師養成コース
      - 基礎・臨床融合先端がん研究者養成コース
      - 連携大学院臨床研究医養成コース

    - 講座[80]:生理学・細胞生物学[81]、生化学・分子生物学[82]、病理学[83]、微生物感染症学[84]、地域社会医学・健康科学[85]、内科学[86]、内科系[87]、外科学[88]、外科系[89]

  - バイオメディカルサイエンス専攻（修士課程）
    - 履修コース
      - 本科コース
      - 地域密着型医学物理スペシャリスト養成コース

  - 医療創成工学専攻　
    - 医療機器システム学分野
    - 精密診断治療機器学分野
    - 体内医療機器学分野

- 保健学研究科
  - 保健学専攻[90]
    - 看護学領域
分野：看護実践開発学、在宅看護学、家族看護学（家族支援CNSコースを含む）、母性看護学
    - 病態解析学領域
分野： 分析医科学、細胞機能・構造科学、病態代謝学、臨床免疫学
    - リハビリテーション学領域
分野：生体構造、運動機能障害学、脳機能・精神障害、健康情報科学[91]
    - 地域保健学領域
分野：地域保健学、健康科学
    - 国際保健学領域
分野：感染症対策、国際保健協力活動、国際開発

- 工学研究科[92]
  - 建築学専攻
    - 空間デザイン講座
教育研究分野：建築・都市デザイン、住宅・コミュニテイデザイン、構造デザイン、建築マネージメント
    - 建築計画・建築史講座
教育研究分野：建築史・歴史環境論、地域・住宅計画、建築・都市安全計画
    - 構造工学講座
教育研究分野：構造性能工学、構造制御工学、構造システム工学
    - 環境工学講座
教育研究分野：音・光環境計画、熱・空気環境計画、都市環境・設備計画
    - 地域減災計画講座[93]
教育研究分野：地域減災計画
    - 持続的住環境創成講座（積水ハウス）[41]
教育研究分野：持続的住環境創成（積水ハウス）

  - 市民工学専攻
    - 人間安全工学講座
教育研究分野：構造安全工学、地盤安全工学、交通システム工学、地盤防災工学、地震減災工学、流域防災工学
    - 環境共生工学講座
教育研究分野：環境流体工学、水圏環境工学、地圏環境工学、広域環境工学、都市保全工学、都市経営工学

  - 電気電子工学専攻
    - 電子情報講座
教育研究分野：集積回路情報、計算機工学、情報通信、アルゴリズム、知的学習論
    - 電子物理講座
教育研究分野：メゾスコピック材料学、フォトニック材料学、量子機能工学、ナノ構造エレクトロニクス、電磁エネルギー物理学
    - 機能性薄膜学講座[94]
教育研究分野：機能性薄膜学

  - 機械工学専攻
    - 熱流体講座
教育研究分野：先端流体工学、混相流体工学、エネルギー変換工学
    - 材料物理講座
教育研究分野：構造安全評価学、破壊制御学、構造機能材料学
    - システム設計講座
教育研究分野：機能ロボット学、センシングデバイス工学、生産工学
    - 先端機能創成学講座
教育研究分野：ナノ機械システム工学、材料設計工学
    - 知的製造システム講座[95]
教育研究分野：知的製造システム
    - 機能適応モデル講座[96]
教育研究分野：機能適応モデル
    - 開智型ものづくり講座[97]
教育研究分野：開智型ものづくり

  - 応用化学専攻
    - 物質化学講座
教育研究分野：物質創成化学、物質制御化学、物質機能化学
    - 化学工学講座
教育研究分野：反応・分離工学、プロセス工学、生物化学工学
    - 局所場反応・物性解析学講座[98]
教育研究分野：局所場反応・物性解析学
    - 化学エネルギー変換プロセス学講座[98]
教育研究分野：化学エネルギー変換プロセス学
    - 生物機能工学講座[99]
教育研究分野：生物機能工学
    - 製剤設計生産工学講座[100]
教育研究分野：製剤設計生産工学
    - ケミカル・バイオセンシング講座[101]
教育研究分野：ケミカル・バイオセンシング
    - サスティナブルケミストリー講座（日本触媒）[41]
教育研究分野：サスティナブルケミストリー（日本触媒）

  - 健康・福祉・医療工学コース（前期課程に設置。全専攻の学生が選択できる）
  - マルチメジャーコース（専攻横断的なサブコースで、全専攻の学生が選択できる）
    - 熱流体エネルギーコース
    - ナノテク材料コース
    - 知能工学コース
    - 生活生命コース
    - 防災安全工学コース

  - 自然科学系プログラム教育コース（前期課程に設置）
    - 計算ロボティクスコース（工学研究科・機械工学専攻とシステム情報学研究科・計算科学専攻が連携）
    - バイオリファイナリーコース（工学研究科・応用化学専攻と農学研究科・生命機能科学専攻が連携）
    - 減災戦略コース（工学研究科・建築学専攻と同・市民工学専攻、海事科学研究科・海事科学専攻が連携）

- システム情報学研究科[102]
  - システム科学専攻
    - システム基盤講座
教育研究分野：システム計画、システム設計、システム計測、システム制御
    - システム創成講座 
教育研究分野：システム数理、システム構造、システム知能
    - 応用システム講座[103]
教育研究分野：応用システム

  - 情報科学専攻
    - 情報基礎講座
教育研究分野：情報数理、アーキテクチャ、ソフトウェア
    - 知能情報講座
教育研究分野：情報システム、知的データ処理、メディア情報、創発計算
    - 感性アートメディア講座[104]
教育研究分野：感性アートメディア

  - 計算科学専攻
    - 計算科学基礎講座
教育研究分野：計算基盤、計算知能、計算流体、シミュレーション技法
    - 計算科学創成講座
教育研究分野：計算分子工学、計算生物学、計算ロボティクス、計算宇宙科学
    - 先端計算科学講座[105]
教育研究分野：先端計算科学
    - 応用計算科学講座[106]
教育研究分野：応用計算科学
    - 大規模計算科学講座[107]
教育研究分野：大規模計算科学
    - 計算科学インテンシブコース（博士号取得を目指し、前期課程から後期課程に渡る一貫的教育を行う）

  - 自然科学系プログラム教育コース（前期課程に設置）
    - 計算ロボティクスコース（工学研究科・機械工学専攻とシステム情報学研究科・計算科学専攻が連携）
    - 計算数理コース（理学研究科・数学専攻とシステム情報学研究科・情報科学専攻の連携）

- 農学研究科[108]
  - 食料共生システム学専攻
    - 生産環境工学講座
教育研究分野：水環境学、土地環境学、施設環境学、地域共生計画学、農産食品プロセス工学、生体計測工学、生物生産機械工学、生物生産情報工学
    - 食料環境経済学講座
教育研究分野：食料経済学、食料生産管理学、食料情報学

  - 資源生命科学専攻
    - 応用動物学講座
教育研究分野：動物遺伝育種学、動物多様性利用科学、生殖生物学、発生工学、栄養代謝学、分子形態学、組織生理学、感染症制御学、動物遺伝資源開発学、細胞情報学
    - 応用植物学講座
教育研究分野：資源植物生産学、植物育種学、森林資源学、園芸植物繁殖学、園芸生産開発学、園芸生理生化学、熱帯有用植物学、植物遺伝資源開発学
    - 食料生産フィールド科学講座（連携講座）[109]
教育研究分野：食料生産フィールド科学

  - 生命機能科学専攻
    - 応用生命化学講座
教育研究分野：生物化学、食品・栄養化学、天然有機分子化学、有機機能分子化学、環境分子物理化学、植物機能化学、動物資源利用化学、微生物機能化学、微生物資源化学、生物機能開発化学
    - 農環境生物学講座
教育研究分野：土壌学、植物栄養学、植物遺伝学、細胞機能構造学、環境物質科学、細胞機能制御学、植物病理学、昆虫分子機能科学、昆虫多様性生態学

  - 自然科学系プログラム教育コース（前期課程に設置）
    - ゲノム機能科学コース（理学研究科・生物学専攻と農学研究科・資源生命科学専攻、同・生命機能科学専攻の連携）
    - バイオリファイナリーコース（工学研究科・応用化学専攻と農学研究科・生命機能科学専攻が連携）
    - 国際食料流通コース（農学研究科・食料共生システム学専攻と海事科学研究科・海事科学専攻の連携）

- 海事科学研究科
  - 海事科学専攻[110]
    - 海事マネジメント科学領域
教育研究分野：海事管理、人的要素管理、海事関連法規、浮体管理、航海情報科学、船舶機関管理、海事危機管理、海事環境保全
    - 海洋ロジスティクス科学領域
教育研究分野：輸送計画科学、貨物輸送科学、輸送情報科学、海洋環境科学
    - マリンエンジニアリング領域
教育研究分野：シミュレーション工学、メカトロ設計制御工学、環境応用エネルギー科学、放射線エネルギー応用科学、エネルギー物性科学
    - 連携領域
教育研究分野：海洋環境計測科学（後期課程のみ）、地域環境科学

  - 自然科学系プログラム教育コース（前期課程に設置）
    - 国際食料流通コース（農学研究科・食料共生システム学専攻と海事科学研究科・海事科学専攻の連携）
    - 減災戦略コース（工学研究科・建築学専攻と同・市民工学専攻、海事科学研究科・海事科学専攻が連携）
    - 海洋環境科学コース（理学研究科・生物学専攻と同・地球惑星科学専攻、海事科学研究科・海事科学専攻の連携）

- 国際協力研究科[111]
  - 専攻（募集は専攻ごとではなく一括して行われる）
    - 国際開発政策専攻
講座：開発経済論講座、開発政策論講座、開発計画論講座、国際構造調整論（協力講座）、比較経済発展論（協力講座）、地域経済論（協力講座）、日本経済論（協力講座）
    - 国際協力政策専攻
講座：国際協力法講座、トランスナショナル関係論講座、政治社会発展論講座、国際比較法制講座（協力講座）、国際変動論講座（協力講座）、現代政治論講座（協力講座）
    - 地域協力政策専攻
講座：開発運営論講座、制度構築論講座、国際防災論講座（協力講座）、保健医療論講座（協力講座）、教育協力論講座（協力講座）

  - 教育プログラム
    - 国際学プログラム
    - 開発・経済プログラム
    - 国際法・開発法学プログラム
    - 政治・地域研究プログラム
    - 開発政策特別コース（英語による講義が開設されており、英語で学位が取得できる）

- 科学技術イノベーション研究科[112]（修士課程）
  - 科学技術イノベーション専攻
教育研究分野[113]：バイオプロダクション、先端膜工学、先端IT、先端医療学、アントレプレナーシップ

#### 別科
- 乗船実習科
  - 海事科学部を卒業した者で、海技士の免許を受けようとするものに対し乗船実習を行う。修業年限は6カ月。
    - 航海課程
    - 機関課程

#### 教員組織
- 人文・人間科学系
  - 人文学域
  - 国際文化学域
  - 人間発達環境学域
- 社会科学系
  - 法学域
  - 経済学域
  - 経営学域
  - 国際協力学域
  - 先端経済経営研究学域
- 自然科学系
  - 理学域
  - 工学域
  - システム情報学域
  - 農学域
  - 海事科学域
- 生命・医学系
  - 医学域
  - 保健学域

#### 附属機関
- 機構
  - 大学教育推進機構
    - 大学教育推進本部
    - 国際教養教育院
    - 国際コミュニケーションセンター
    - 大学教育研究推進室

  - 国際連携推進機構
    - EU総合学術センター
    - アジア総合学術センター
    - 米州交流室
    - 国際教育総合センター

  - 学術研究推進機構
    - 学術・産業イノベーション創造本部

- 基幹研究推進組織
  - バイオシグナル総合研究センター
  - 内海域環境教育研究センター
  - 都市安全研究センター
  - 分子フォトサイエンス研究センター
  - 海洋底探査センター
  - 社会システムイノベーションセンター

- 附置研究所
  - 経済経営研究所
    - 研究部門
      - グローバル経済
      - 企業競争力
      - 企業情報
      - グローバル金融

    - 共同研究推進室
    - 附属企業資料総合センター
    - 機械計算室
    - 寄託図書館
      - 国連寄託図書館
      - IMO寄託図書館

- 附属図書館
  - 総合図書館
  - 専門図書館
    - 社会科学系図書館
    - 自然科学系図書館
    - 人文科学図書館
    - 国際文化学図書館
    - 人間科学図書館
    - 経済経営研究所図書館

  - 分館
    - 医学分館
      - 保健科学図書室

    - 海事科学分館

  - 研究開発室
  - 大学文書史料室

- 附属学校部
  - 附属幼稚園
  - 附属小学校
  - 附属中等教育学校
  - 附属特別支援学校

- 先端融合研究推進組織
  - 先端融合研究環
    - 自然科学・生命医学系融合研究領域
    - 統合研究領域
    - 人文・社会科学系融合研究領域

- 学部・研究科附属機関
  - 医学部
    - 附属病院
    - 医学部附属国際がん医療・研究センター

  - 人間発達環境学研究科
    - 附属発達支援インスティテュート
      - 心理教育相談室

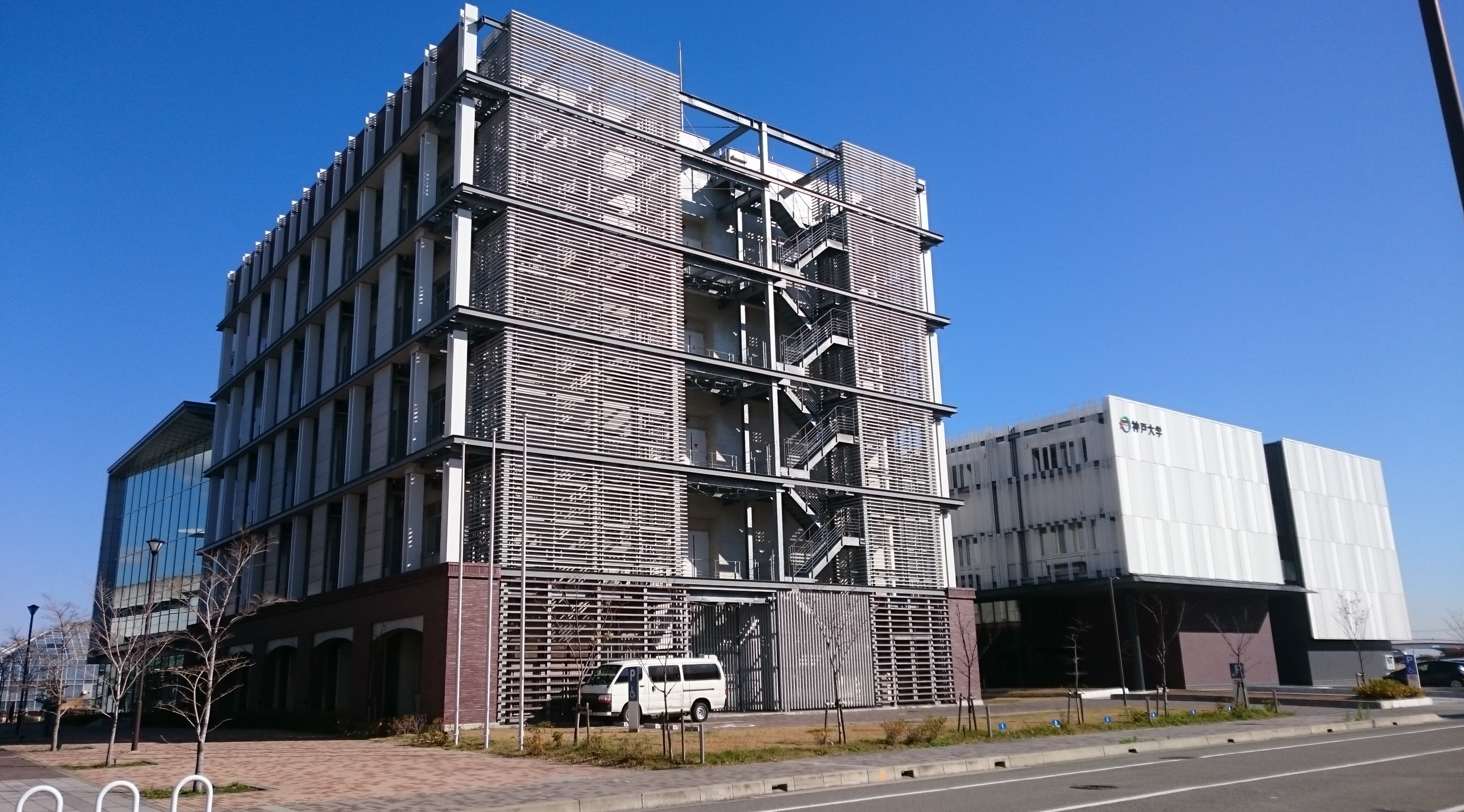
統合研究拠点

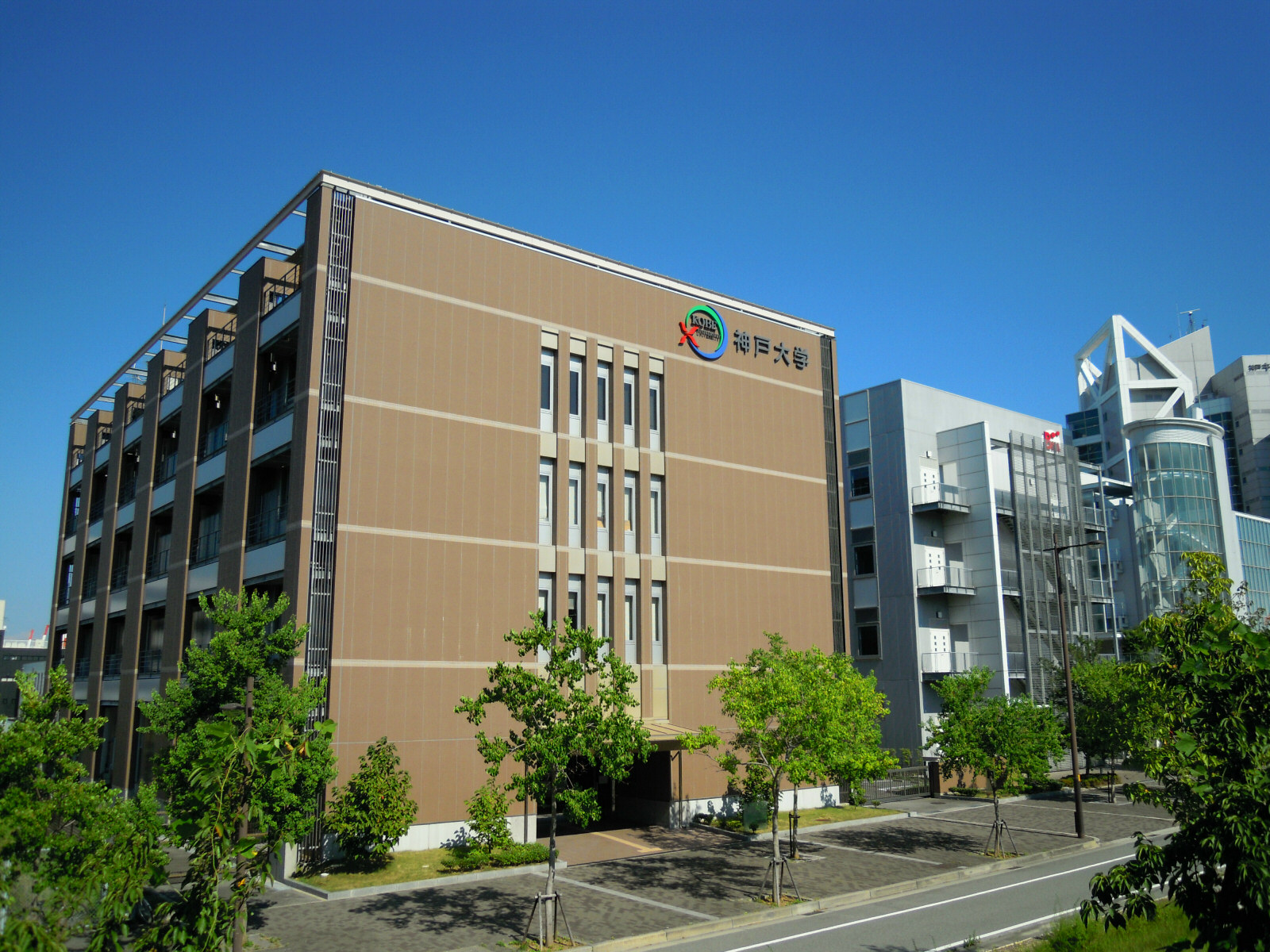
インキュベーションセンター

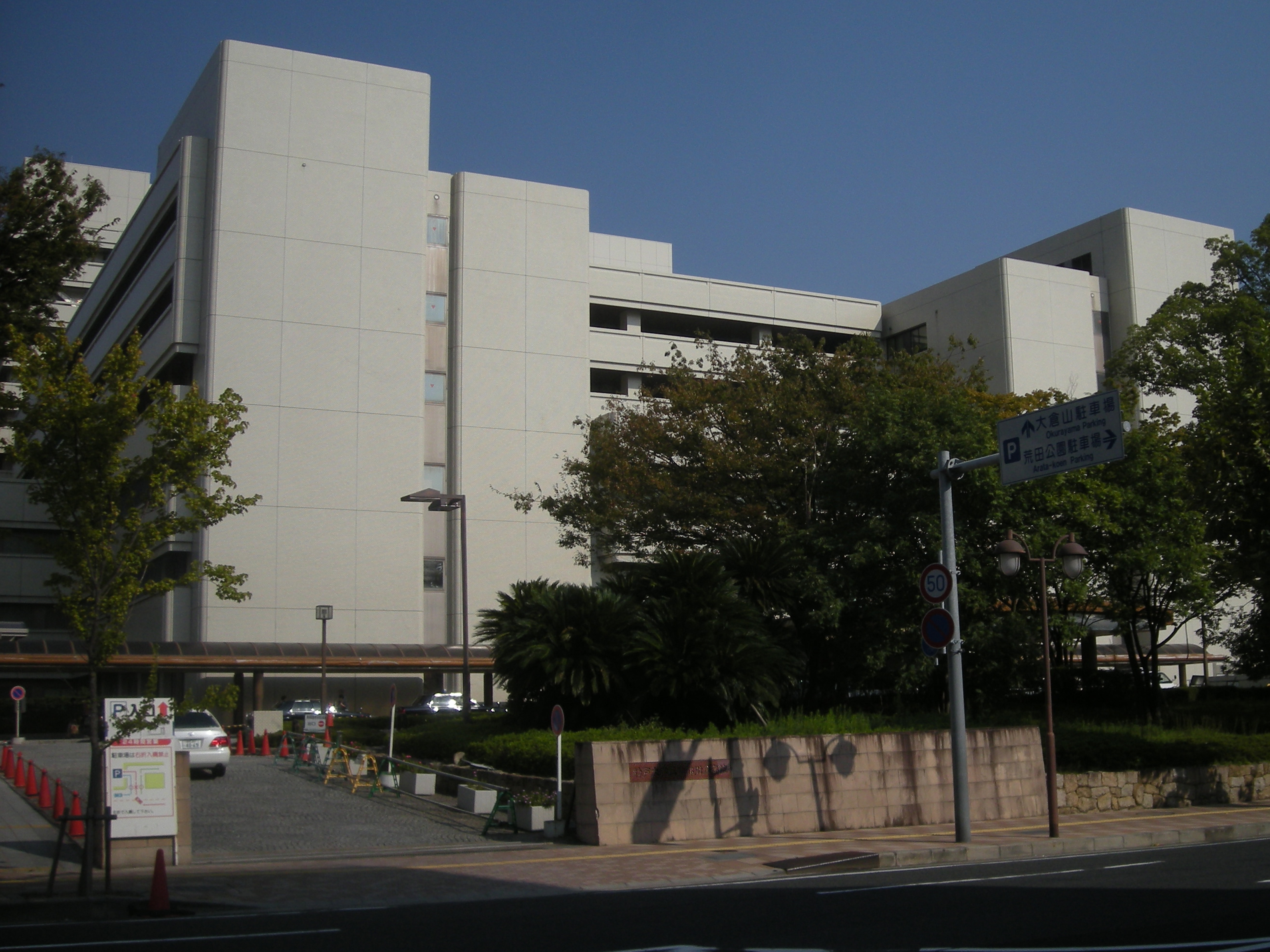
医学部附属病院

      - ヒューマン・コミュニティ創成研究センター
      - 教育連携推進室
      - サイエンスショップ
      - アクティブエイジング研究センター

  - 医学研究科
    - 附属動物実験施設
    - 附属感染症センター

  - 農学研究科
    - 附属食資源教育研究センター
      - 資源開発部門
植物資源開発分野、動物資源開発分野
      - 生産フィールド部門
      - 連携利用部門

  - 海事科学研究科
    - 附属国際海事研究センター
      - 海事教育研究部門
      - 海事安全管理研究部門
      - 海事政策科学研究部門
      - 海事産業研究部門
      - 海事環境エネルギー研究部門
      - 海事輸送研究部門

    - 附属練習船深江丸

- 学内共同基盤組織
  - 情報基盤センター
    - 教育支援基盤研究部門
    - 学術情報処理研究部門
    - ネットワーク基盤研究部門
    - 事務情報システム部門

  - 研究基盤センター
    - 研究設備サポート推進室
    - 研究支援室
    - アイソトープ部門
    - 機器分析部門
    - 極低温部門
    - 加速器部門

  - 環境保全推進センター
    - 環境企画部門
    - 環境管理部門

  - 計算科学教育センター
    - スーパーコンピュータ教育部門
    - プリ・ポスト教育部門
    - 連携教育部門
    - シミュレーション教育研究部門

  - 保健管理センター
    - 楠分室
    - 深江分室

  - キャリアセンター
  - キャンパスライフ支援センター
  - アドミッションセンター

- その他の施設
  - 神戸バイオテクノロジー研究・人材育成センター
  - 東京オフィス
  - 神戸大学百年記念館（神大会館）
  - 瀧川記念学術交流会館
  - 出光佐三記念六甲台講堂
  - はとぽっぽ保育所
  - 海事博物館
  - 山口誓子記念館

### 研究

#### 21世紀COEプログラム
| 採択年度                | 分野                         | プログラム名                                                                                   |
| ----------------------- | ---------------------------- | ---------------------------------------------------------------------------------------------- |
| 平成14年度 （2002年度） | 生命科学                     | 蛋白質のシグナル伝達機能                                                                       |
| 平成15年度 （2003年度） | 医学系                       | 糖尿病をモデルとしたシグナル伝達病                                                             |
| 平成15年度 （2003年度） | 数学・物理学・地球科学       | 惑星系の起源と進化                                                                             |
| 平成15年度 （2003年度） | 機械・土木・建築・その他工学 | 安全と共生のための都市空間デザイン戦略                                                         |
| 平成15年度 （2003年度） | 社会科学                     | 「市場化社会の法動態学」研究教育－規範生成・規整・紛争管理の多元性をめぐる理論構築と臨床応用－ |
| 平成15年度 （2003年度） | 社会科学                     | 新しい日本型経済パラダイムの研究教育－グローバル化と人口減少下の持続可能経済－                 |
| 平成15年度 （2003年度） | 社会科学                     | 先端ビジネスシステムの研究開発教育                                                             |

#### グローバルCOEプログラム
| 採択年度                | 分野                   | プログラム名                             |
| ----------------------- | ---------------------- | ---------------------------------------- |
| 平成19年度 （2007年度） | 生命科学               | 統合的膜生物学の国際教育研究拠点         |
| 平成20年度 （2008年度） | 医学系                 | 次世代シグナル伝達医学の教育研究国際拠点 |
| 平成20年度 （2008年度） | 数学・物理学・地球科学 | 惑星科学国際教育研究拠点の構築           |

### 教育
- 大学院教育改革支援プログラム
  - 平成19年度
    - 文化情報リテラシーを駆使する専門家の養成
    - 正課外活動の充実による大学院教育の実質化
    - 経営学研究者の先端的養成プログラム
    - 大学連合による計算科学の最先端人材育成

  - 平成20年度
    - 古典力と対話力を核とする人文学教育
    - アジアにおける双方向型保健学教育の実践
- 資質の高い教員養成推進プログラム
  - 平成18年度
    - 地域文化を担う地歴科高校教員の養成―我が国の人文科学分野の振興に資する国立大学と公立高校の連携プロジェクト―
- 法科大学院等専門職大学院教育推進プログラム
  - 平成16年度
    - 教育高度化推進プログラム 実務基礎教育の在り方に関する調査研究（共同プロジェクト）
    - 教育高度化推進プログラム プロジェクト方式によるMBA教育の高度化

  - 平成18年度
    - 大学と企業における経営教育の相乗的高度化―B-Cスクール連携の仕組みづくりと高度専門職教材の開発―
- 現代的教育ニーズ取組支援プログラム
  - 平成16年度
    - 地域歴史遺産の活用を図る地域リーダーの養成

  - 平成17年度
    - 震災教育システムの開発と普及―阪神淡路大震災の経験を活かして―
    - PEPコース導入による先進的英語教育改革: 総合大学におけるプロフェッショナル・イングリッシュ・プレゼンテーション能力育成プログラムの開発
- 大学教育の国際化推進プログラム
  - 平成17年度
    - アジア農業戦略に資する国際連携教育の推進―国際的指導者を育成する革新的な学部連携教育プログラムの開発―

  - 平成18年度
    - 国際海事セキュリティ管理の高度教育推進
- 大学教育の国際化加速プログラム
  - 平成20年度
    - 数式処理の実践能力を備える高度人材の育成―産学連携による広域型教育システムの正課教育としての体系化―
- 地域医療等社会的ニーズに対応した医療人教育支援プログラム
  - 平成17年度
    - 総合病床でのクリニシャンエデュケーター養成
- 「魅力ある大学院教育」イニシアティブ
  - 平成17年度
    - 国際水準に挑む次世代政治学研究者養成計画
    - 教育組織と手法のRe-bundling（共同研究を軸とする経済学の先端教育）
    - 経営学研究者養成の先端的教育システム
    - 国際交流と地域連携を結合した人文学教育
    - 国際政策学研究者養成に向けた大学院教育
    - 生命医科学リサーチリーダー育成プログラム
- 産学連携による実践型人材育成事業－サービス・イノベーション人材育成－
  - 平成20年度
    - サービス産業における価値創造・獲得を果たすイノベーション創出のための人材育成プログラムの開発

### 教育・研究活動のあゆみ
- 前身の神戸高等商業学校が1906年（明治39年）に日本で初めて発行した経済・経営・商学の論文集である「国民経済雑誌」は現在も神戸大学によって継続発行されており、日本で最も長い歴史を持つ経済・経営・商学の学術雑誌となっている。
- 1968年、経済経営研究所図書館に、国連寄託図書館を設置。
国連がその精神や活動状況を広く世界中の人々に知らせるために、関係資料を寄託、無料で公開する図書館。世界で405ヶ所、日本では現在14ヶ所に設置されている。
- 1986年、附属人文・社会科学系図書館（現：社会科学系図書館）を、人文・社会科学系の外国雑誌センター館として指定。
外国雑誌センター館は、外国で出版される学術雑誌を体系的に収集し、全国的な利用に供することを目的として設置されており、現在、人文・社会科学系、医学・生物学系、理工学系、農学系の4つの分野について、 全国で9つの国立大学附属図書館が指定を受けている。人文・社会科学系としては、神戸大学・一橋大学の両附属図書館が指定されている（一橋大学は社会科学系のみ）。
- 1989年、日本の国立大学としては初となるMBAプログラムを開講。
- 1992年、国際政策・開発に従事する人材育成のため大学院として国際協力研究科を設立。
- 2005年、農学部が食資源教育研究センターで育てた但馬牛の肉を大学ブランド「神戸大学ビーフ」として商品化することに成功。
- 2005年、EUインスティテュート関西（EUIJ関西）
欧州連合 (EU) の高度な学術研究、教育・広報活動の推進および日本・EU間の関西における国際交流拠点として、EUからの資金援助を得て、神戸大学・大阪大学・関西学院大学の3大学から成るコンソーシアムとして設立。幹事校は神戸大学。
- 2005年、文部科学省の大学国際戦略本部強化事業に採択される。
- 2006年、大学院国際文化学研究科に異文化交流センターを新たに設置。
- 2007年、膜工学拠点としては日本初となる大学院工学研究科先端膜工学センターを設置。大学院理学研究科に惑星科学研究センターを設置。
- 2007年、神戸薬科大学と学術交流協定を締結。
- 2008年、大学院国際文化学研究科にメディア文化研究センターを新たに設置。
- 2009年、大学院経営学研究科と慶應義塾大学大学院経営管理研究科、京都大学大学院経営管理教育部による、MBAプログラム経営管理人材教育に関する3校包括提携がスタート。
- 2009年、大学院農学研究科が財団法人名古屋みなと振興財団（名古屋港水族館）と、野生動物の学術に係る相互の研究と教育の交流を促進する協定を締結[115][116]。野生動物の繁殖を含めた種の保存に係る情報交換および技術交流ならびに共同研究を開始。
- 2010年
  - 旧三商大の一橋大学・大阪市立大学と教育交流に関する協定を締結。
  - 大学院システム情報学研究科を設置。
  - 早稲田大学が先端医療の新しい研究拠点を、ポーアイ2期地区にある神戸大学のインキュベーション施設｢神戸バイオテクノロジー研究・人材育成センター｣内に近く設ける。神戸大などと、生活習慣病の先進的な予防や治療法の開発に取り組む。
  - 神戸大や岐阜薬科大学など5大学による研究グループは、脳の海馬と呼ばれる部位に多く存在する特定の遺伝子が記憶に関与していることを突き止めたと発表した。
- 2011年、医学部と大学院医学研究科が、早稲田大学の先端科学・健康医療融合研究機構との間で、先端医療の研究活動で協力する連携協定を締結。
- 2013年、EUエキスパート人材養成プログラム[5]の実施を期して、日欧連携教育府を設置。
- 2014年、大学院国際文化学研究科に国際文化学研究推進センターを、異文化交流センターとメディア文化研究センターを統合して設立。
- 2016年、国際連携機構に国際教育総合センターを、留学生センター（1993年4月～2016年3月）とEUIJ関西（2005年の記事を参照）及び日欧連携教育府の３つの組織を統合して設置。

## 学生生活

### 学園祭

#### 六甲祭
六甲台キャンパスの学園祭。毎年11月上旬に行われる。来場者数は約4万人（六甲祭実行委員会調べ）。
- 歴史
  - 1980年（昭和55年） 第1回六甲祭開催。
  - 1995年（平成7年）　震災があったものの、第16回六甲祭開催。
  - 2002年（平成14年） 学生の抗議によりミスコンが廃止される。
  - 2011年（平成23年） 六甲祭実行委員会によりミスコンが復活。
  - 2013年（平成25年） 六甲台第一キャンパスが工事のため、深江キャンパスにて開催。
  - 2020年（令和2年）　新型コロナウイルス感染症の影響で第41回六甲祭中止。
  - 2021年（令和3年）　前年に引き続き第42回六甲祭中止。
  - 2022年（令和4年）　3年ぶりに対面で第43回六甲祭開催。
- 主な企画
  - プロコンサート
  - 講演会
  - King of Stage：KUBC（神戸大学放送委員会）が企画・運営。
  - 園遊会ステージ：応援団総部が企画・運営。
- 六甲祭実行委員会
  - 公式ウェブサイト：www.rokkosai-kobe-univ.site
  - 六甲祭実行委員会は六甲祭の企画・運営の中核を担っている。委員長を中心に、総務局、室内企画局、屋外企画局、模擬店局、広報局の5部局から構成されている。

#### 厳夜祭
夜間主コースの学園祭。六甲祭1日目終了後の午後5時より2日目の午前7時までオールナイトで開催される、異色の学園祭となっている。神戸大学の学園祭としては最も長い歴史を持つ。当初は夜間主コース（当時の名称は第Ⅱ課程）と生協学生委員会・医学部医学科等による「合同祭」として開催されていた。夜間主コースはすでに廃止されており、所属学生も順次卒業していることから、大学側は厳夜祭の廃止を求めている。昼間主コースの学生で構成される厳夜祭実行委員会は存続を求めるための署名活動の他、六甲祭とは異なる基軸として学生ボランティア団体「学生震災救援隊」らとの協力や地域社会との連携・交流を打ち出している。2014年度前期で夜間主生が全員卒業したことを受け、2015年6月に実行委員会は厳夜祭を六甲祭の一企画として実施することを決めた。
- 歴史
  - 1974年（昭和49年） 第1回厳夜祭開催
  - 2014年（平成26年） 第41回厳夜祭開催。アルコール提供の廃止・午後10時までの開催に縮小
  - 2015年（平成27年） 単独開催を断念し、六甲祭に吸収される

- 主な企画
  - プロコンサート
  - 講演会
  - King of Stage：KUBC（神戸大学放送委員会）が企画・運営。
  - 園遊会ステージ：応援団総部が企画・運営。

#### 大倉山祭
楠キャンパス（医学部医学科）の学園祭。

#### 名谷祭
名谷キャンパス（医学部保健学科）の学園祭。毎年10月中旬に行われる。
- 主な企画
  - お笑いライブ
  - ビンゴ大会
  - 模擬店

#### 深江祭
深江キャンパス（海事科学部）の学園祭。
- 毎年5月に行われる。深江祭実行委員会が企画・構成を行う。体験乗船、ビンゴ大会、お笑いライブ、模擬店など。

### スポーツ
- アメリカンフットボール部はチーム名を神戸大学レイバンズという。立命館大学や関西学院大学など、強豪ひしめく1部リーグの関西学生リーグ Division 1に1997年から2016年までの20年間連続して所属していた。1990年にはリーグ優勝の期待が高まったが、俗に「国立決戦」と呼ばれる1敗同士の京都大学とのリーグ最終戦に敗れ、甲子園ボウル出場はならなかった。1990年代中盤以降低迷し2部リーグに陥落した。1997年の1部リーグ復帰以降は中 - 下位を前後した。2016年の入れ替え戦で21年ぶりに2部に降格したが、1シーズンでDivision1への復帰を決めた。
- 京都大学との間で「神京戦」（京大では「京神戦」）という体育会中心にクラブ活動での対抗試合などが行われている。硬式野球の旧関西六大学リーグ構成校は関関同立4校と京都大学と旧神戸商業大学（旧神戸経済大学を経て、戦後は神戸大学）の6大学であったが、その中の官立大学同士の好カードとして人気を集めていたことに由来する。旧関西六大学リーグの改編と解体後、京都大学とリーグが分かれ神戸大学は近畿学生野球連盟に所属したため、現在の「神京戦」として復活させたもの。なお、応援団による「神京戦前夜祭」も行われ、毎年多くの学生が昼休みの時間帯に見物をしている。
- 大阪市立大学および一橋大学との間で「三商大戦」という体育会中心にクラブ活動での対抗試合など春から秋にかけて行われている。詳細は後述。
- フットサル部は、全日本大学フットサル大会において全国大学最多計4回の優勝を誇る強豪である。
- タッチ・フットボール部女子は、全国大学最多計23回（さくらボウル9回・シュガーボウル3回・プリンセスボウル11回）の優勝を誇る強豪である。

## 大学関係者と組織

### 大学関係者
神戸大学の同窓会は略歴にあるような事情から学部・学科・研究科別に複数の組織が存在している。神戸大学の同窓組織としてマスメディアなどでよく名前の挙がる社団法人凌霜会は旧神戸高等商業学校・旧神戸商業大学・旧神戸経済大学とその系譜を組む経済学研究科・経営学研究科・法学研究科・国際協力研究科の4部局ならびに関係する各学部の卒業生と在学生のみを対象とした同窓組織であり、他研究科・学部の卒業生は入会できない組織となっている。そのため、神戸大学全体を代表する同窓組織ではない。
全学横断型の各同窓会の連合体として、神戸大学学友会が1979年に設立されている。
神戸大学が公式に存在を認めている同窓会と、その対象となる学部学科は以下の通り。（それぞれ、前身となる学校・学部・研究科等を含む）
- 文窓会（文学部・人文学研究科）
- 翔鶴会（国際文化学部・国際文化学研究科）
- 紫陽会（発達科学部・人間発達環境学研究科）
- 社団法人凌霜会（経済学部・経営学部・法学部・経済学研究科・経営学研究科・法学研究科・国際協力研究科）
- くさの会（理学部・理学研究科）
- 社団法人神緑会（医学部医学科・医学研究科）
- 就進会（医学部保健学科・保健学研究科）
- 社団法人神戸大学工学振興会（工学部・工学研究科・システム情報学研究科）
- 六篠会（農学部・農学研究科）
- 海神会（海事科学部・海事科学研究科）

### 大学関係者一覧

神戸大学の著名な卒業生
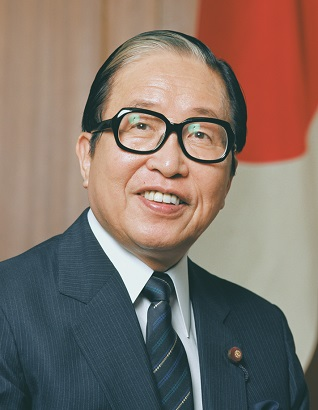
宇野宗佑 第75代首相
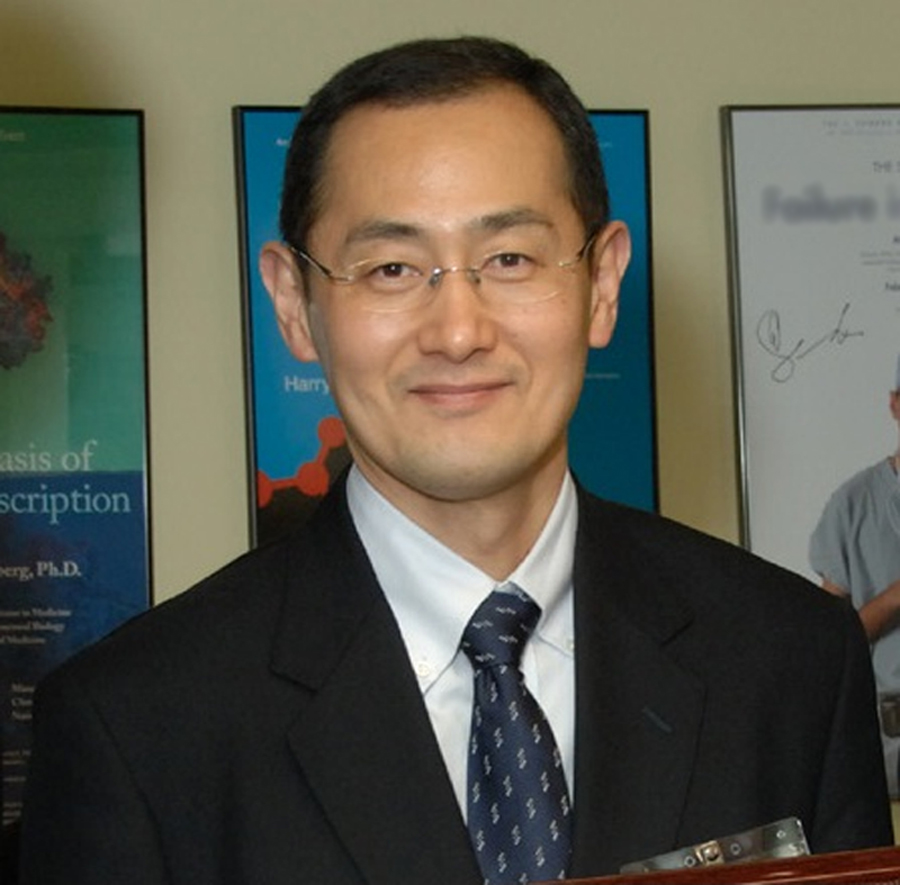
山中伸弥, 医師、医学者
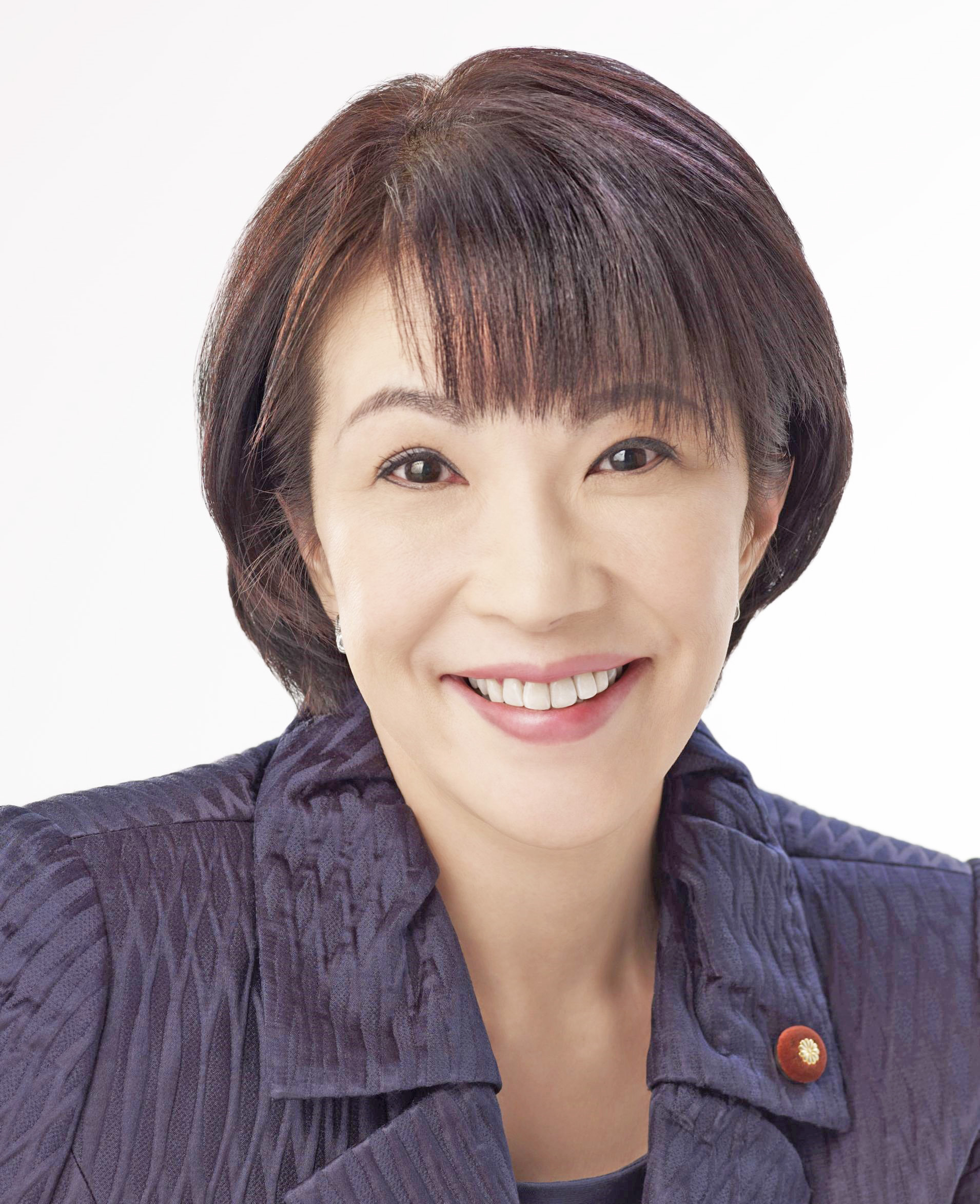
高市早苗, 経済安全保障担当大臣

## 施設
神戸大学のキャンパスは全て神戸市内に所在し、一部を除いて殆どの付属施設が神戸市内のキャンパスに存在する。

### キャンパス
大学公式ホームページ等では「地区」または「キャンパス」という呼称が並存している。キャンパス名に関しては、医学部・医学系研究科と海事科学部・海事科学研究科のキャンパスは所在地の地名があてられている。それ以外の学部・研究科のキャンパスの場合、キャンパス名は学部名を冠したものや地名を冠したものとで揺れがある。

#### 六甲台地区

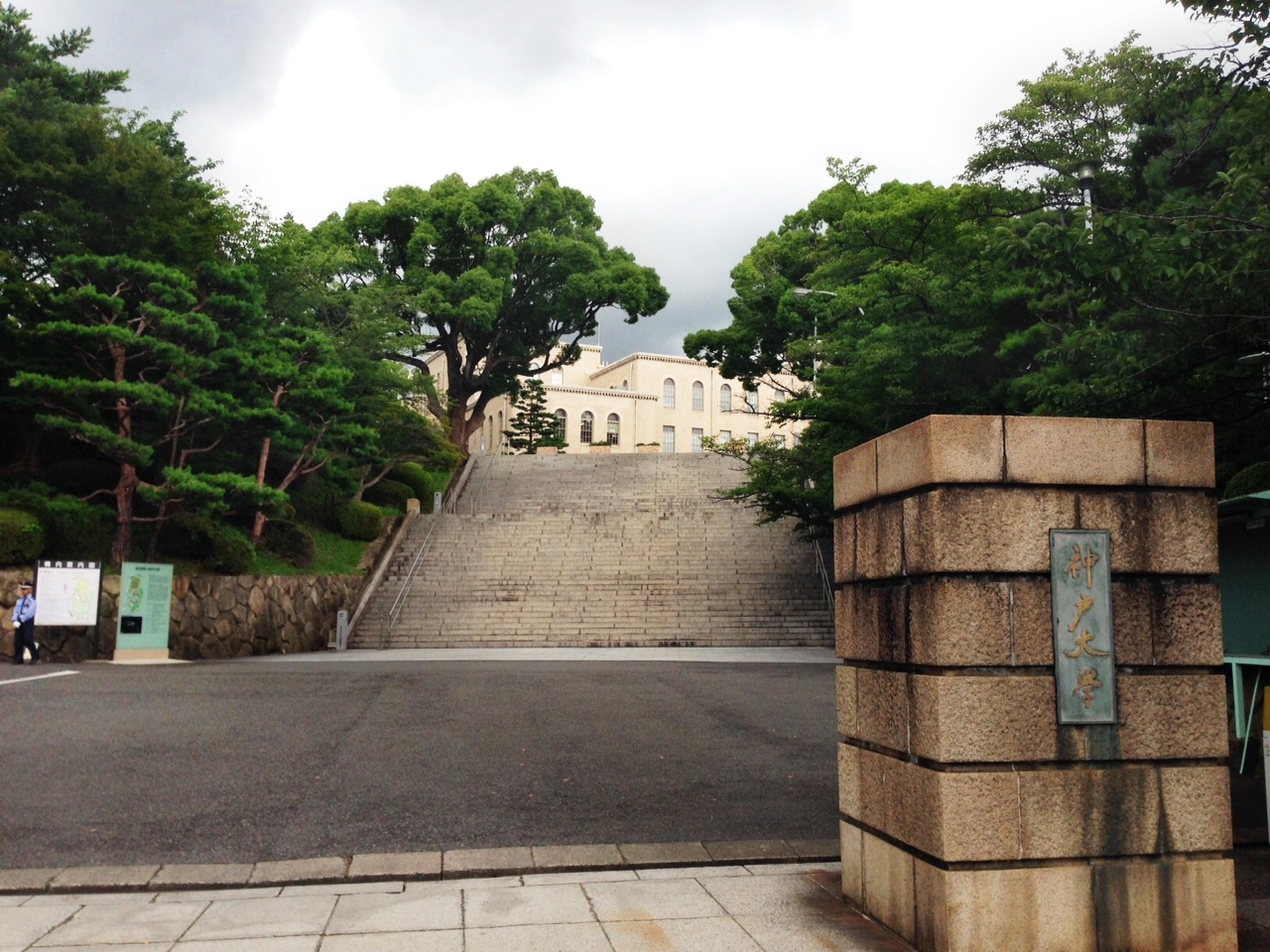
六甲台キャンパス正門

本地区は六甲山とその山の手に広がる住宅地に接しており、事務局・附属図書館・医学部と海事科学部を除く各学部・研究科および付属施設が存在する。この地区へ行く際には、阪急六甲駅、JR六甲道駅および阪神御影駅から徒歩、神戸市バスといった方法がある。学生の車通学は禁止されているため、下宿生を中心にバイクで通学する者が多い。地区内の移動は基本的には徒歩である。
六甲台地区の敷地面積は、435,378 m2。

##### 鶴甲第2キャンパス
- 使用学部：発達科学部、国際人間科学部（発達コミュニテイ学科、環境共生学科、子ども教育学科）
- 使用研究科：人間発達環境学研究科
- 使用付属施設：人間科学図書館
- 所在地：兵庫県神戸市灘区鶴甲3丁目11番（北緯34度44分0.4秒 東経135度14分4.2秒 / 北緯34.733444度 東経135.234500度）
- 最寄のバス停留所は、神戸市営バス36系統「神大人間発達環境学研究科前」

本キャンパスは全学のキャンパスの中で最北に位置し、南東側に鶴甲第1キャンパスがある。この両キャンパスの間には神戸市立鶴甲小学校があり、そのさらに南東を兵庫県道95号灘三田線が通る。

##### 鶴甲第1キャンパス
- 使用学部：国際文化学部、国際人間科学部（グローバル文化学科）
- 使用研究科：国際文化学研究科
- 使用付属施設：国際コミュニケーションセンター、大学教育推進機構、総合・国際文化学図書館
- 所在地：兵庫県神戸市灘区鶴甲1丁目2番1号（北緯34度43分48.7秒 東経135度14分11.5秒 / 北緯34.730194度 東経135.236528度）
- 最寄のバス停留所は、神戸市営バス16系統「神大国際文化学研究科前」、16系統直行「神大国際文化学研究科（東門）」（平日朝JR六甲道発1本、阪急六甲発1本、ともに休校日は運休）

本キャンパスでは語学、一般教養、総合教養、教養原論等の全学共通授業科目の講義が行われている。本キャンパス側から灘三田線を跨ぐ歩道橋を渡った所に学生会館があり、その西側に六甲台キャンパスが、南側に工学部キャンパスがある。2008年5月に工学部店に次ぐ2店目のセブン-イレブン国際文化学部店が開店したが、2025年2月に閉店。

##### 六甲台第1キャンパス
- 使用学部：法学部、経済学部、経営学部
- 使用研究科：法学研究科、経済学研究科、経営学研究科、国際協力研究科
- 使用付属施設：経済経営研究所、社会科学系図書館、経済経営研究所図書館、学生会館など
- 所在地：兵庫県神戸市灘区六甲台町2番1号（北緯34度43分42.2秒 東経135度14分5.3秒 / 北緯34.728389度 東経135.234806度）
- 最寄のバス停留所は、主に神戸市営バス36系統「神大正門前」。法学部および図書館などへ直接向う場合は「六甲台」。
  - 旧神戸経済大学（神戸商業大学）以来のメインキャンパス。旧神戸商業大学正門も、現在の神戸大学正門として引き継がれている。
  - 1929年（昭和4年）に大学昇格を果たした旧神戸商業大学が、手狭になった旧葺合校地から、南北朝時代に築かれた赤松城址（現在の六甲台キャンパス）に順次移転。1935年（昭和10年）には新学舎竣工式を挙行。
  - 社会科学系の学部および大学院研究科を指して、「六甲台」と呼ぶことが多い。
  - 本キャンパス内の旧神戸経済大学（神戸商業大学）学舎群、現在の六甲台本館（1932年、昭和7年築）・社会科学系図書館（1933年、昭和8年築）・兼松記念館（1935年、昭和10年築）・講堂（同じく1935年、昭和10年築）・武道場（艱貞堂）は登録有形文化財になっている[119][120]。
  - 2009年、上記六甲台講堂の改修工事にあたって出光興産社より多額の寄付を受け、同社の要望によりOBである創業者出光佐三（旧制神戸高等商業学校卒：第三期生）の名を冠し、改修完了後の正式名称を「出光佐三記念六甲台講堂」とした。
  - なお、兼松記念館は二代目。神戸商業大学の六甲台移転後の葺合校地は、旧制神戸市立中学校の校地となり、戦後はその後身校たる神戸市立葺合高等学校に継承され現在に至っている。旧神戸高等商業学校時代に寄贈・竣工された初代兼松記念館（1921年、大正10年竣工）は、長らく旧市立中の本館として使用されていたが、戦災により大破、その後損傷の激しい2階部分を除去し1階建に改築して神戸市立葺合高等学校の本館として長く使用されていた（なお旧神戸高等商業学校時代の石造の正門は、現在も神戸市立葺合高等学校正門として使用されている）。現在は改築され、第一体育館として使われている。
  - 1995年1月17日に発生した阪神・淡路大震災で犠牲になった神戸大学関係者の霊を悼むため、兵庫県南部地震神戸大学犠牲者慰霊碑が六甲台本館の前庭に建立されており、毎年同日に献花が行われている。
  - ごく一部に「六甲台キャンパス」という呼び方がある。
  - 南東側に工学部キャンパスが、西側に神戸松蔭女子学院大学や六甲中学校・高等学校が位置する。

##### 六甲台第2キャンパス
新制神戸大学の誕生後、第2次世界大戦後の進駐軍の居住区域であった六甲ハイツ跡地を利用し、姫路市、明石市、西代・松野（神戸市長田区）、赤塚山・御影（神戸市東灘区）に分散されていた各学部の学舎を1960年代に移転配置させてできたキャンパス。工学部棟、文理農各学部棟、先端融合研究環を含む自然科学総合研究棟がある。（北緯34度43分34.7秒 東経135度14分7.1秒 / 北緯34.726306度 東経135.235306度）
工学部棟周辺
- 使用学部：工学部
- 使用研究科：工学研究科、システム情報学研究科
- 使用付属施設：学術情報基盤センター、都市安全研究センター、研究基盤センター機器分析部門、保健管理センター、自然科学系図書館など
- 所在地：兵庫県神戸市灘区六甲台町1番1号
- 最寄のバス停は、主に神戸市営バス36系統「神大本部工学部前」、都市安全研究センターや研究基盤センター機器分析部門へ直接向う場合は16系統「神大国際文化学研究科前」も。

工学部棟周辺のみを指して「工学部キャンパス」とも呼ぶ。2007年4月、ここに関西の大学の中で初めてセブン-イレブンが出店した。西隣に文理農学部棟があり、少し隔てた東側には親和女子中学校・高等学校がある。
文理農学部棟周辺
- 使用学部：文学部、理学部、農学部
- 使用研究科：人文学研究科、理学研究科、農学研究科、科学技術イノベーション研究科
- 使用部局：学術・産業イノベーション創造本部、先端融合研究環（自然科学・生命医学系融合研究拠点）
- 使用付属施設：バイオシグナル総合研究センター、分子フォトサイエンス研究センター、研究基盤センターアイソトープ部門・極低温部門、環境管理センター、神戸大学百年記念館（国際教育総合センター留学生教育部門、神大会館）、瀧川記念学術交流会館、山口誓子記念館、人文科学図書館など
- 所在地：兵庫県神戸市灘区六甲台町1番1号
- 最寄のバス停は、神戸市営バス36系統「神大文理農学部前」

文理農学部棟周辺を単独で「文理農学部キャンパス」、あるいは「文理農キャンパス」とも呼ぶ。また、文学部 (Letters)、農学部 (Agriculture)、旧自然科学研究科 (Nature Sciences)、理学部 (Science) の頭文字をとって「LANSキャンパス」とも呼ばれている。

#### 楠地区

##### 楠キャンパス
- 使用学部：医学部医学科[注釈 5]
- 使用研究科：医学研究科
- 使用附属施設：医学部附属病院、医学部附属動物実験施設、医学医療国際交流センター、附属図書館医学分館
- 所在地：兵庫県神戸市中央区楠町7丁目5番1号（北緯34度41分0.7秒 東経135度10分15.2秒 / 北緯34.683528度 東経135.170889度）
- 敷地面積：51,063 m2（2021年5月時点）
- 最寄り駅は神戸市営地下鉄大倉山駅

#### 名谷地区

##### 名谷キャンパス

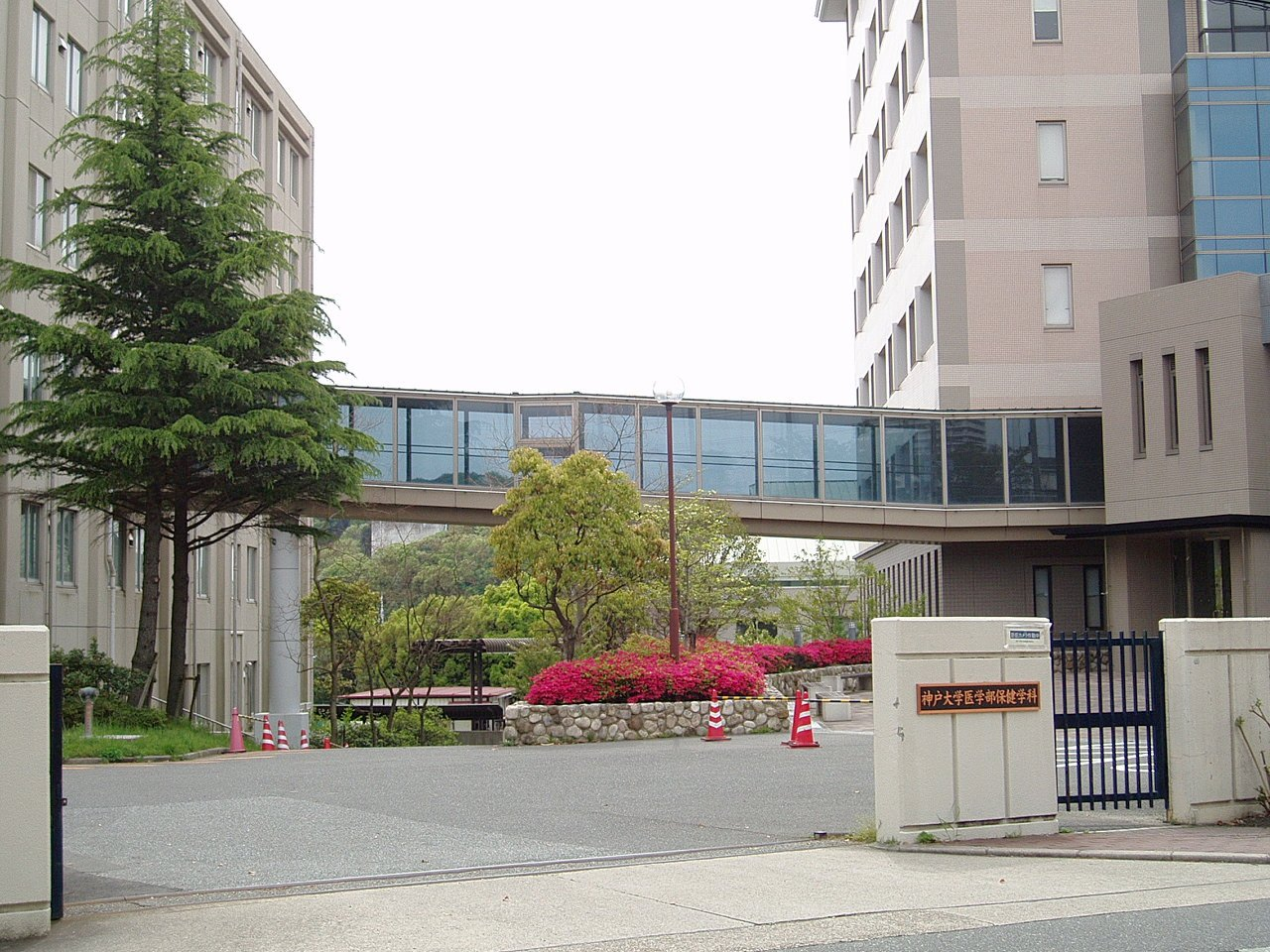
名谷キャンパス

- 使用学部：医学部保健学科[注釈 6]
- 使用研究科：保健学研究科
- 使用付属施設：保健科学図書室など
- 所在地：兵庫県神戸市須磨区友が丘7丁目10番2号（北緯34度40分19.9秒 東経135度5分55.2秒 / 北緯34.672194度 東経135.098667度）
- 敷地面積：33,330 m2（2021年5月時点）
- 最寄り駅は神戸市営地下鉄名谷駅
- 最寄のバス停は、神戸市営バス76系統「友が丘中学校前」

#### 深江地区

##### 深江キャンパス
- 使用学部：海事科学部
- 使用研究科：海事科学研究科

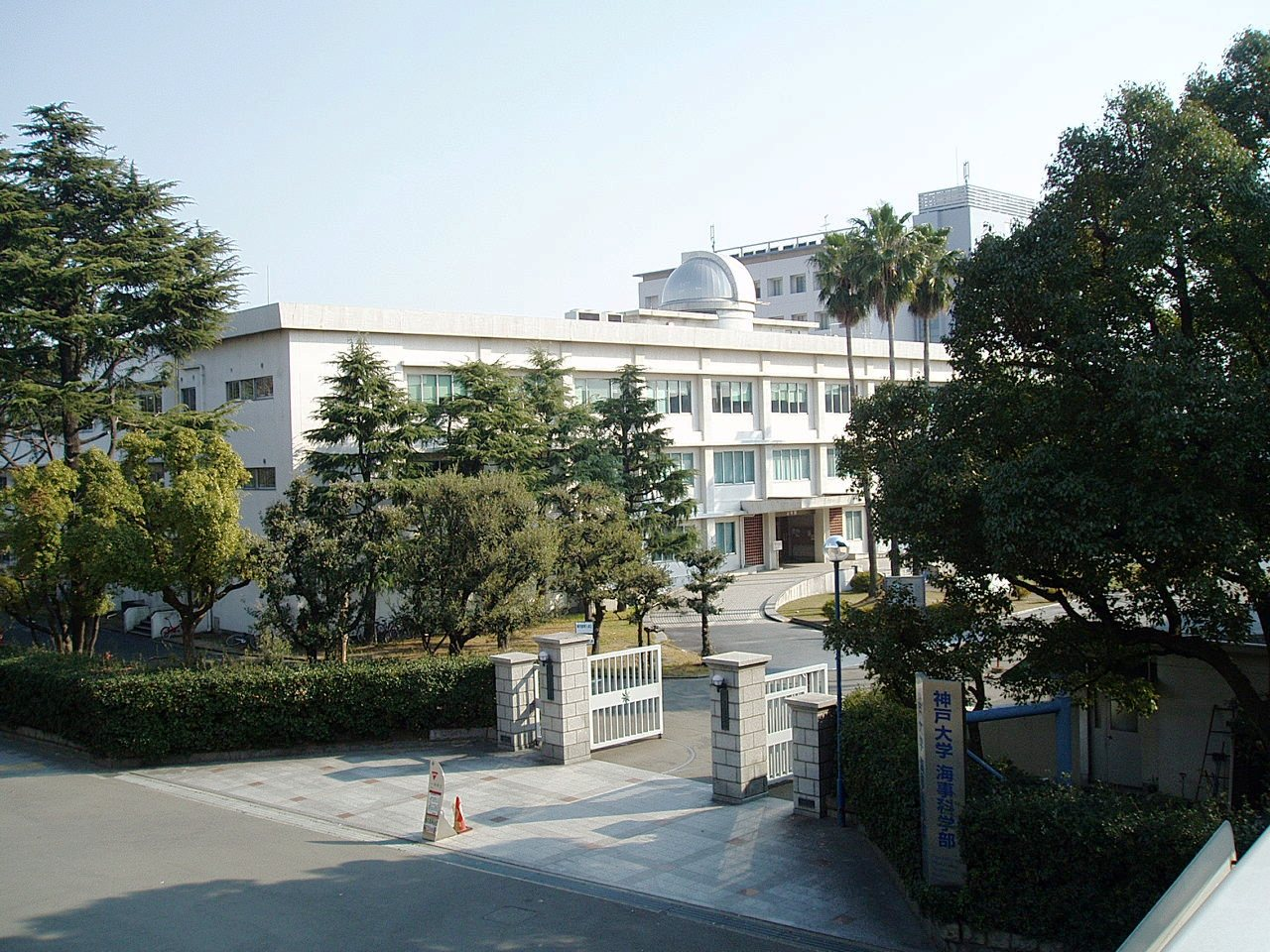
深江キャンパス

- 使用付属施設:海事博物館、国際海事教育研究センター、練習船深江丸、附属図書館海事科学分館など
- 所在地：兵庫県神戸市東灘区深江南町5丁目1番1号（北緯34度43分8.7秒 東経135度17分21.3秒 / 北緯34.719083度 東経135.289250度）
- 敷地面積：94,547 m2（2021年5月時点）
- 最寄り駅は阪神電鉄深江駅およびJR甲南山手駅

### 学生寮
- 住吉寮（〒658-0063 神戸市東灘区住吉山手7丁目3番1号）- 男子寮。鉄筋コンクリート4階建。1人部屋。収容定員194人
- 住吉国際学生宿舎（〒658-0063 神戸市東灘区住吉山手7丁目3番1号）- 鉄筋コンクリート5階建。1人部屋。収容定員は男子78人、女子58人
- 白鴎寮（〒658-0015 神戸市東灘区本山南町1丁目4番50号）- 鉄筋コンクリート3階建、4階建、6階建。1ユニット4個室。収容定員は男子192人、女子24人
- 国維寮（〒657-0813 神戸市灘区高尾通3丁目2番33号）- 鉄筋コンクリート5階建。男女共用。1人部屋。収容定員134人
- 女子寮[注釈 7] - 鉄筋コンクリート4階建。1人部屋。収容定員78人

### 学生会館
学生会館には文化系サークルの部室や書籍販売・アルバイトの情報を提供する生協書店が存在する。六甲台キャンパス内にあり、位置的には六甲台5部局（経済学研究科、経営学研究科、法学研究科、国際協力研究科、経済経営研究所）・工学研究科・国際文化学研究科の各校舎の中間地点である。

### その他の施設
神戸市外にある神戸大学関連の施設としては、上述の神戸大学ビーフを開発した農学研究科附属食資源教育研究センターが加西市に、基幹研究推進組織内海域環境教育研究センターのマリンサイトが淡路市に、海事科学研究科附属国際海事教育研究センターの淡路海洋実験実習場が南あわじ市に、そして、神戸市中央区には、先端融合研究環統合研究拠点、神戸医療産業都市構想に関わる神戸バイオテクノロジー研究・人材育成センターおよびインキュベーションセンターが存在する。

## 対外関係

### 地方自治体との協定
立地している地域の関係で、主に兵庫県や県下の市町との協定締結が大半である。
- 神戸市灘区（締結日2004年12月2日）

（「地域福祉向上、産業振興、教育・文化・スポーツの振興及び発展、人材育成、まちづくりのための連携」を目的としている）
- 小野市（締結日2005年1月26日）

（「文化・教育及び学術の分野で援助・協力し、生涯学習等に関する諸課題や文化遺産を活用した地域との連携事業について協同で研究等に参画」することを目的としている）
- 朝来郡生野町（締結日2005年3月23日）

（「文化・教育及び学術の分野で援助・協力し、生涯学習等に関する諸課題や文化遺産を活用した地域との連携事業について協同で研究等に参画」することを目的としている）
- 兵庫県（まちづくり担当部）（締結日2005年12月2日）

（「県下の市町や県民が取り組むまちづくり、文化及び学術の分野で連携し、地域の歴史的資源の活用、優れた景観の形成等を通じたまちづくりに関する調査・研究」を目的としている）
- 兵庫県（締結日2009年3月10日）

（県と共同で医療行政の研究を実施することで、地域医療に貢献することを目的としている）
- 加西市（締結日2009年5月19日）

（文化・教育・学術の各分野で連携することで、生涯学習等に関わる諸問題や文化遺産を活かした地域との連携事業について協力・共同して研究等へ参画することを目的としている）
- 兵庫県（締結日2010年8月2日）

（地域の課題に迅速かつ適切に対応し、活力ある個性豊かな地域社会の形成や発展を支援を目的としている）
- 丹波篠山市（2010年8月30日）

（長年培われてきた協力連携実績や信頼関係を活かし、さらなる地域活性化と発展を目的としている）
その他、学部や学科ごとに、連携協定を締結している場合もある。こちらも主に兵庫県下の自治体や病院等との提携がほとんどである。例外的に自治体ではないが、国立療養所邑久光明園（岡山県瀬戸内市）等の、県外公共施設との連携協定締結を行っている学科（発達科学部人間発達環境学研究科等）もある。

#### 国内他大学との協定など
- 旧制商科大学（一橋大学、大阪公立大学、神戸大学）
第二次世界大戦前の旧制商科大学からの流れを汲む一橋大学（旧制東京商科大学）と大阪公立大学（旧制大阪商科大学）の間では毎年体育会系部活動や文科系ゼミの交流が行われている。 これらの交流会やスポーツ対戦はいずれも「旧三商大柔道大会」などのように「旧三商大」という名称が使用されている。また、単純に「三商戦」ともいわれる。
2010年からは、上記の3大学間の交流関係を、実際の学術・教育面にも展開するための協定が締結された。
- 放送大学学園と単位互換協定を結んでおり、放送大学で取得した単位を卒業に要する単位として認定することができる[124]。

### 交流・協定大学・大学校・附属校
共同研究や研究者・学生の交流を行うため、176の大学・大学校機関と交流協定を結んでいる（2019年5月1日現在）。また、237の大学・大学校機関と部局間協定を締結している（2019年5月現在。以下のリストには含まれていない）。
※大学・機関名（締結年）
- アジア
  -  韓国
    - 韓国海洋大学校 2003年10月6日
    - 漢陽大学校 2001年2月23日
    - 高麗大学校 2012年5月15日
    - 群山大学校 2003年10月1日
    - 済州大学校 2017年7月10日
    - 全南大学校 2005年2月22日
    - 成均館大学校 2002年10月15日
    - ソウル大学校 2015年10月19日
    - 釜山大学校 2001年7月20日
    - 木浦大学校 2002年5月20日

  -  中国
    - 華中師範大学 2019年1月3日
    - 厦門大学 2015年1月23日
    - 内蒙古農業大学 2015年3月10日
    - 華中科技大学 2011年10月12日
    - 華東師範大学 2000年8月31日
    - 吉林大学 2016年8月24日
    - 合肥工業大学 2018年9月14日
    - 山東大学 2000年5月8日
    - 四川大学 2017年3月13日
    - 上海海事大学 2003年10月1日
    - 上海交通大学 2009年4月9日
    - 清華大学 2016年5月18日
    - 浙江大学 2008年1月27日
    - 西安交通大学 2018年8月21日
    - 大連海事大学 2003年12月1日
    - 大連理工大学 2018年6月11日
    - 中国医科大学 2000年9月23日
    - 中国海洋大学 2006年9月6日
    - 中国科学院大学 2018年2月6日
    - 中国人民大学 2014年3月21日
    - 中国農業大学 2018年6月28日
    - 中山大学 2000年7月17日
    - 中南財経政法大学 2001年3月16日
    - 東北大学 2016年3月17日
    - 南開大学 2008年11月3日
    - 南京工業大学 2018年5月11日
    - 南京大学 2017年2月17日
    - 武漢大学 2016年4月26日
    - 復旦大学 2008年3月12日
    - 北京外国語大学 2019年1月15日
    - 北京師範大学 2018年1月18日
    - 北京大学 2000年10月10日

  -  香港
    - 香港大学 2016年6月28日
    - 香港中文大学 2019年2月18日

  -  台湾
    - 国立清華大学 2017年7月11日
    - 国立成功大学 2016年9月29日
    - 国立政治大学 2017年7月21日
    - 国立台湾海洋大学 2003年10月1日
    - 国立台湾大学 2002年2月27日
    - 台北医学大学 2015年5月20日
    - 中央研究院 2016年7月27日
    - 東呉大学 2017年2月20日

  -  モンゴル
    - ウランバートル大学 2001年1月31日
    - モンゴル国立大学 2014年9月29日

  -  フィリピン
    - フィリピン大学ディリマン校 2014年8月25日
    - フィリピン大学ロスバニョス校 2016年4月21日

  -  ベトナム
    - 国民経済大学 2007年2月2日
    - ダナン大学 2013年8月7日
    - 日越大学 2018年4月12日
    - ハノイ科学技術大学 2018年4月16日
    - フエ農林大学 2018年1月3日
    - ベトナム国家大学ハノイ人文社会科学大学 2016年11月22日
    - ベトナム国家大学ホーチミン市 2014年4月17日
    - 貿易大学 2019年3月11日

  -  マレーシア
    - トゥンク・アブドゥル・ラーマン大学 2014年12月6日
    - マレーシア国民大学 2017年12月6日

  -  シンガポール
    - 南洋理工大学 2016年12月1日

  -  インドネシア
    - アイルランガ大学 2018年7月17日
    - インドネシア大学 2004年10月27日
    - ガジャ・マダ大学 2014年12月11日
    - シアクアラ大学 2016年1月29日
    - スラバヤ工科大学 2003年12月29日
    - ボゴール農業大学 2017年4月4日
    - ランプン大学 2015年7月10日

  -  カンボジア
    - 王立プノンペン大学 2016年9月15日

  -  ラオス
    - ラオス国立大学 2001年5月10日

  -  タイ
    - タンマサート大学 2000年5月23日
    - マヒドン大学 2012年10月1日
    - ラジャモンコン工科大学タンヤブリ校 2018年9月26日

  -  ミャンマー
    - ヤンゴン経済大学 2015年2月4日

  -  バングラデシュ
    - バングラデシュ農業大学 2013年5月20日

  -  イスラエル
    - ヘブライ大学 2019年4月11日

  -  トルコ
    - イスタンブール工科大学 2004年1月15日
    - ハラン大学 2017年7月21日

  -  ジョージア
    - トビリシ国立大学
- アフリカ
  -  エジプト
    - カイロ大学 2009年7月16日

  -  マラウイ
    - リロングウェ農業自然資源大学 2019年2月5日

- オセアニア
  -  オーストラリア
    - ウーロンゴン大学 2017年7月24日
    - クイーンズランド大学 2015年11月5日
    - ニューサウスウェールズ大学 2018年6月29日
    - 西オーストラリア大学 2015年10月5日
- 北アメリカ
  -  アメリカ合衆国
    - エモリー大学 1983年9月19日
    - カリフォルニア海事大学 2003年10月1日
    - カリフォルニア大学サンディエゴ校 2015年12月16日
    - ジョージア工科大学 2017年10月30日
    - ニューヨーク市立大学クイーンズ校 2015年2月2日
    - ネブラスカ大学リンカーン校 2018年9月7日
    - ハワイ大学マノア校 2017年3月25日
    - ピッツバーク大学 2016年4月4日
    - 南カリフォルニア大学 2018年2月6日
    - 南フロリダ大学 2011年4月11日
    - メーン海事大学 2003年10月1日
    - ワシントン大学 2003年8月1日

  -  カナダ
    - オタワ大学 2015年1月13日
- 中央アメリカ、南アメリカ
  -  パラグアイ
    - ノルテ大学 2011年10月9日

  -  ブラジル
    - サンパウロ大学 2018年5月24日
    - リオデジャネイロ州立大学 2004年2月26日

  -  メキシコ
    - グアダラハラ大学 2007年2月9日
- ヨーロッパ
  -  アイルランド
    - アイルランド国立大学ゴールウェイ校 2018年7月31日

  -  イギリス
    - エセックス大学 2001年4月3日
    - オックスフォード大学 2011年3月2日
    - グラスゴー大学 1999年8月10日
    - ケント大学 2016年2月25日
    - シェフィールド大学 1989年2月24日
    - ダンディー大学 2013年3月25日
    - バーミンガム大学 1999年10月28日
    - 東洋アフリカ研究学院 2017年3月30日

  -  フランス
    - エクス＝マルセイユ大学 2017年3月23日
    - エセック・ビジネススクール 2016年11月30日
    - グルノーブル・アルプ大学 2018年7月12日
    - ストラスブール大学 2013年3月14日
    - トゥールーズ国立工科大学 2018年2月27日
    - パリ第7大学 2016年1月5日
    - パリ第10大学 2006年4月6日
    - パリ第13大学 2011年7月8日
    - パリ第2大学（パンテオン・アサス大学）2005年7月14日
    - リール大学 2018年7月24日
    - リヨン高等師範学校 2015年4月10日

  -  ドイツ
    - アーヘン工科大学 2018年7月10日
    - カールスルーエ工科大学 2017年12月11日
    - クリスティアン・アルブレヒト大学キール 2016年5月12日
    - ダルムシュタット工科大学 2018年4月3日
    - トリーア大学 2015年6月2日
    - ハンブルク工科大学 2018年2月28日
    - ベルリン経済法科大学 2015年10月5日
    - ホーエンハイム大学 2010年10月25日
    - ミュンヘン工科大学 2018年3月1日

  -  イタリア
    - ヴェネツィア大学 2011年5月10日
    - トリノ大学 2016年12月20日
    - ボッコーニ大学 2015年1月26日
    - ボローニャ大学 2016年3月18日

  -  スペイン
    - バルセロナ大学 2016年9月30日

  -  ベルギー
    - サンルイ大学 2014年4月1日
    - ブリュッセル自由大学（フランス語系） 2017年9月25日
    - ブリュッセル自由大学（オランダ語系） 2010年9月3日
    - ヘント大学 2009年12月4日
    - モンス大学 2016年10月12日
    - リエージュ大学 2014年1月30日
    - ルーヴェン大学 2010年1月18日

  -  オランダ
    - ライデン大学 2014年10月15日

  -  デンマーク
    - オーフス大学 2000年8月30日

  -  スイス
    - バーゼル大学 2017年7月27日

  -  スロベニア
    - リュブリャナ大学 2016年6月24日

  -  セルビア
    - ベオグラード大学 2017年6月19日

  -  スウェーデン
    - 世界海事大学 2003年10月1日
    - リンショピン大学 2011年4月7日

  -  オーストリア
    - インスブルック大学 2017年10月24日
    - FHヨアネウム応用科学大学 2015年10月6日
    - グラーツ医科大学 2015年8月28日
    - グラーツ大学 2018年5月4日
    - マネジメントセンターインスブルック 2018年3月23日

  -  チェコ
    - カレル大学 2006年11月2日

  -  ポーランド
    - アダム・ミツキェヴィチ大学 2016年10月26日
    - ニコラウス・コペルニクス大学 2017年5月31日
    - ヤゲウォ大学 2013年10月10日
    - ワルシャワ大学 2013年10月9日

  -  スロバキア
    - コメンスキー大学 2017年5月23日

  -  ハンガリー
    - エトヴェシュ・ロラーンド大学 2016年11月10日
    - ブダペスト商科大学 2018年5月30日

  -  ブルガリア
    - 7研究機関（プロブディフ農科大学他6件）2005年7月1日
    - ソフィア大学 2012年7月25日

  -  ルーマニア
    - バベシュ・ボヨイ大学 1998年11月18日
    - ブカレスト大学 2016年12月15日

  -  ラトビア
    - リガ工科大学 2015年2月25日

  -  リトアニア
    - ヴィリニュス・ゲディミナス工科大学

  -  ロシア
    - ウラル連邦大学 2018年6月8日
    - サンクトペテルブルク大学 2016年11月25日

## 附属校
- 神戸大学附属幼稚園（明石地区・明石市）
- 神戸大学附属小学校（明石地区・明石市）
- 神戸大学附属中等教育学校（住吉地区・神戸市東灘区）
- 神戸大学附属特別支援学校（大久保地区・明石市）

改組前は以下の附属学校が存在した。
- 住吉地区
  - 神戸大学附属住吉小学校
  - 神戸大学附属住吉中学校（附属中等教育学校の前身）
- 明石地区
  - 神戸大学附属明石小学校（附属小学校の前身）
  - 神戸大学附属明石中学校・神戸大学附属中等教育学校明石校舎

## 不祥事・騒動

### 学生に対するハラスメント事件
2022年3月4日、神戸大は、指導するゼミの学生に暴言を吐くなどしたとして、いずれも40代の男性准教授2人を停職1カ月の懲戒処分にしたと発表した。1人は2021年1月、卒業研究の指導を無断で欠席した4年生の女子学生に「お前不可だぞ。なめてんのか。殺すぞ」と怒鳴り、椅子を蹴飛ばすなどした。もう１人は2020年10月ごろ、4年生の男子学生に「幼稚すぎて指導するレベルにない」などと人格を否定する発言を繰り返し、他大学の大学院に合格した別の男子学生にも「研究内容を持ち出される。もう指導しない」などと発言した。

### 非公認サークルによる旅館での迷惑行為
2024年3月、神戸大学非公認のバドミントンサークルの学生が旅館の設備（障子や天井）を破壊している様子をSNSに投稿・拡散する事案が発生し、ネット上では多くの批判が殺到した。これを受けて、同大学は関係者への聴取などから迷惑行為が確認できたとして、公式ホームページに謝罪文を掲載した。

## 企業からの評価

### 人事担当者からの評価
- 2021年日本経済新聞社と日経HRが実施した、「企業の人事担当者からみたイメージ調査」[131]（全上場企業と一部有力未上場企業4,850社の人事担当者を対象に、2019年4月から2021年3月までの間に採用した学生から見た大学のイメージなどを聞いた調査）において、神戸大学は、「全国総合」で788大学[132]中、第8位[131]にランキングされた。

### 出世力
- ダイヤモンド社の2006年年9月23日発行のビジネス誌『週刊ダイヤモンド』94巻36号（通巻4147号）「出世できる大学」と題された特集の出世力ランキング（日本の全上場企業3,800社余の代表取締役を全調査[133][134][135]）で、神戸大学は、2006年時点で存在する744大学[136]中、第12位[137]にランキングされた。

- 『週刊エコノミスト』（2010年8月31日号）に掲載された、「卒業生数の割に役員・管理職の人数が多い度合い」で、神戸大学は、2010年時点で存在する全国の778大学[138]中、第29位にランキングされた[139]。